# Sardegna prenuragica
Il periodo riguardante la Sardegna prenuragica comprende quella parte della storia della Sardegna che precede la civiltà nuragica.
In posizione centrale nel mar Mediterraneo, la Sardegna è stata sin dagli albori della civiltà un attracco frequentato da quanti navigavano da una sponda all'altra del mar Mediterraneo in cerca di materie prime e di nuovi sbocchi commerciali. Il suo territorio, ricco di boschi, di acque, di minerali, di giacimenti di ossidiana (il monte Arci è il più grande di tutto il Mediterraneo) e di zone fertili ha favorito il popolamento e l'impianto di insediamenti considerevoli. Fu così che nella sua storia millenaria ha saputo trarre vantaggio sia dalla propria insularità sia dalla propria posizione strategica, in quanto luogo imprescindibile nella rete degli antichi percorsi. 
Nel suo patrimonio storico e culturale sono abbondanti le testimonianze delle diverse culture indigene che nell'arco temporale che va dal VI millennio a.C. alla fine del III millennio a.C. vi si svilupparono e il cui aspetto peculiare fu la continuità: questa loro continuità caratterizzerà gli sviluppi culturali del Neolitico e dell'Eneolitico (o Calcolitico) sardo.
Durante la nascita e l'espansione del commercio dell'ossidiana le genti isolane risultano ben inserite nella fitta rete dei contatti tra i popoli delle regioni costiere mediterranee; grazie all'insularità e a filtrati apporti culturali esterni, mantennero tuttavia forti elementi di tradizione, seguendo un'evoluzione graduale. I traffici marittimi ebbero inizio probabilmente a partire dal Mesolitico, come testimoniano alcuni ritrovamenti in contesti liguri, e si intensificarono con l'avvento del Neolitico quando la sua diffusione toccò l'apice andando a raggiungere l'Italia centro-settentrionale, la Provenza e la Francia meridionale.
Sempre in quell'arco temporale il vasto fenomeno culturale del megalitismo, che dall'Atlantico raggiunse il bacino del Mediterraneo occidentale, investe in pieno le culture isolane lasciando sul territorio un gran numero di vestigia senza eguali. Questo fenomeno sfocerà - dopo millenarie evoluzioni - nella civiltà nuragica.
Nel 2025 le domus de janas sono state inserite, assieme ad altri siti prenuragici presenti nell'isola, nella lista dei patrimoni dell'umanità dell'UNESCO.

## Primi abitanti
Il rinvenimento di officine litiche risalenti al Paleolitico indicano la presenza dell'uomo in Sardegna nel lunghissimo periodo compreso tra i 450.000 e i 10.000 anni fa.
Vari elementi di cultura materiale, costituiti quasi essenzialmente da strumenti ed arnesi in pietra di selce o in calcare, utili alla sopravvivenza dell'uomo, sono stati rinvenuti nel Sassarese e nel Nuorese, nei siti di Giuanne Malteddu, Interiscias, Laerru, Preideru e Rio Altana.
Secondo i ricercatori, l'ominide denominato Nur, i cui resti son stati rinvenuti nella grotta di Nùrighe, situata nel paese di Cheremule, fu il primo a colonizzare l'attuale territorio isolano circa 250.000 anni fa; sulla base degli studi su una falange dell'ominide, si suppone fosse un pre-neanderthaliano, ma alcuni hanno espresso dei dubbi, ipotizzando una lontananza morfologica dagli ominidi.

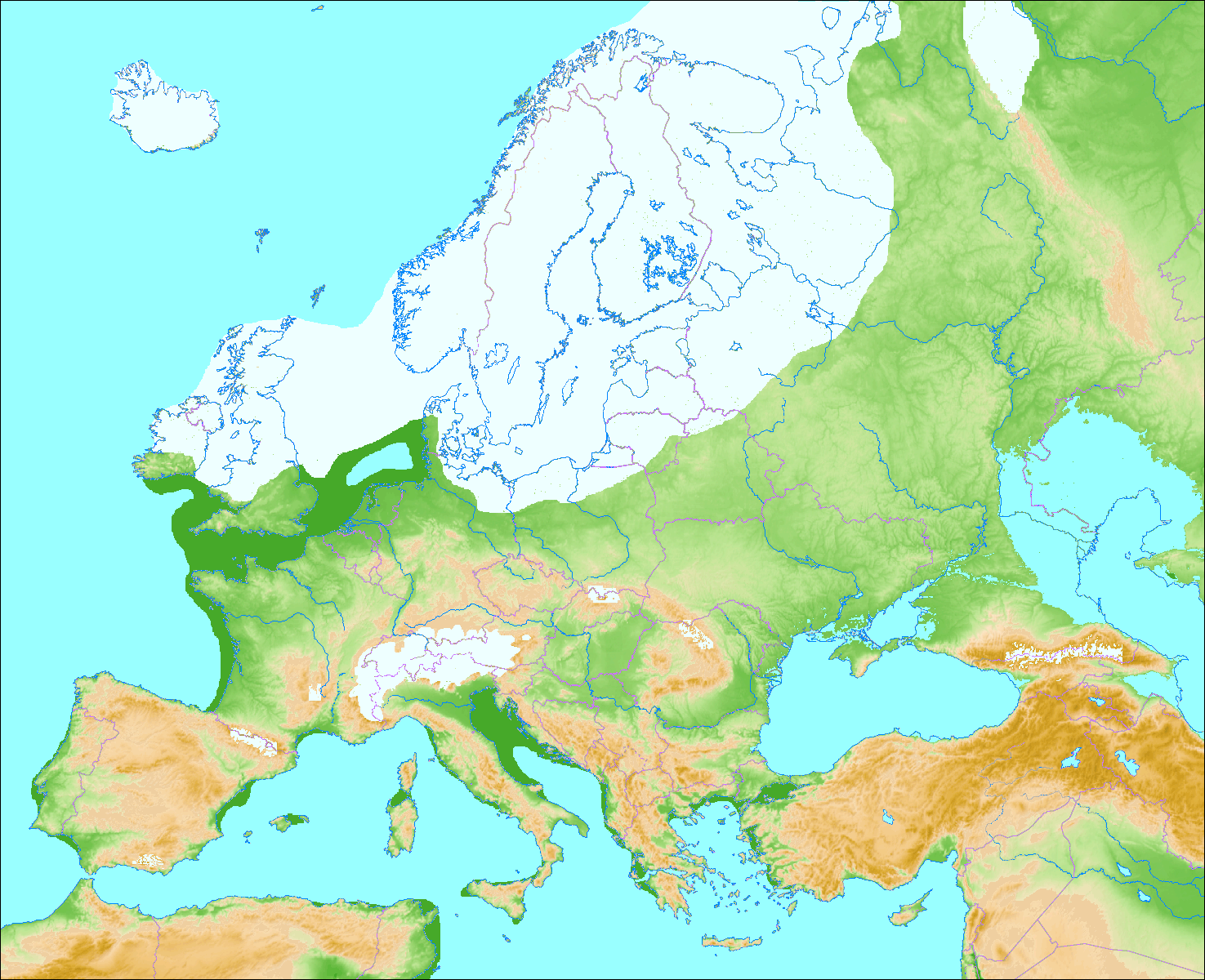
In verde scuro le terre emerse durante l'ultima glaciazione

Nel periodo dell'ultima glaciazione il livello dei mari era più basso di 130 metri: in quell'epoca la Sardegna e la Corsica formavano un'unica grande isola, separata dalla Toscana da uno stretto braccio di mare dove era possibile la navigazione a vista.
I resti più antichi riconducibili alla colonizzazione dell'Homo sapiens risalgono al Paleolitico superiore e al Mesolitico. Le loro tracce sono state rinvenute sia nella Sardegna centrale (Grotta Corbeddu di Oliena) che nella Sardegna settentrionale (Grotta di Su Coloru di Laerru).
Il più antico scheletro umano completo rinvenuto in Sardegna risale al periodo di transizione tra il Mesolitico e il Neolitico. Ribattezzato "Amsicora", venne ritrovato nel 2011 a "Su Pistoccu" , nella marina di Arbus, a pochi metri dalla battigia della Costa Verde, nel sud-ovest della Sardegna. La zona è stata oggetto di scavi più volte in passato e ha riportato alla luce altri importanti reperti.

## Il Neolitico
A partire dal VI millennio a.C. la rivoluzione neolitica si allargò al Mediterraneo occidentale, raggiungendo l'Isola. Durante questo periodo si svilupparono processi sociali e produttivi legati all'agricoltura, all'allevamento stanziale del bestiame, alla nascita di villaggi stabili, all'aggregazione familiare di tipo clanico all'interno di gruppi tribali. In quel contesto si svilupparono le tecnologie della pietra levigata, della ceramica e di altri manufatti, oltre che la costruzione delle prime imbarcazioni negli insediamenti costieri.
Agli inizi del Neolitico nuove popolazioni si spinsero sull'Isola dall'Europa continentale trovandovi pianure adatte allo sviluppo dell'agricoltura e dell'allevamento, foreste ricche di selvaggina e vasti giacimenti di ossidiana, una roccia vitrea, nera e lucente di origine vulcanica.

Mappa della diffusione dell’ossidiana secondo Gabriel Camps (da Camps 1976)

### Il commercio dell'ossidiana
Sull'Isola durante un lungo periodo il bene più prezioso fu proprio l'ossidiana, localizzata in grande quantità in un unico sito nella sua parte centro occidentale ossia sul monte Arci nell'oristanese. Le schegge di questa pietra erano ritenute per le genti preistoriche il materiale più idoneo per fabbricare utensili ed armi come coltelli taglienti, punte di frecce e di lancia, costituendo una merce molto ricercata.
Oltre che in Sardegna, dove esistevano i giacimenti più importanti, nel Mar Mediterraneo occidentale in quel periodo si trovava solamente in tre piccole isole: Pantelleria, Lipari, Palmarola e la sua esportazione implicava conoscenze e capacità consolidate nella navigazione d'altura.
Il sistema di approvvigionamento di questo materiale da parte delle popolazioni neolitiche è stato attentamente studiato utilizzando le più recenti tecnologie, consentendo in questo modo di determinare in grande dettaglio tutta la catena di produzione, partendo dai siti di origine dove veniva estratta fino a quelli di arrivo, seguendo tappa per tappa gli spostamenti e i cicli intermedi di lavorazione. Le vie commerciali raggiungevano la terraferma passando da isola a isola, per poi risalire i fiumi, valicando le montagne e raggiungendo villaggi molto lontani dove la pietra vulcanica veniva lavorata e trasformata in utensili adatti ai più svariati usi.
Sul monte Arci estesi centri di estrazione e di lavorazione sono stati individuati nel territorio del comune di Pau, sul versante occidentale. Oltre venti officine di scheggiatura (atelier) sono state accuratamente indagate, tra queste quella di Sennixeddu - la più grande - ricopre una superficie di oltre venti ettari.

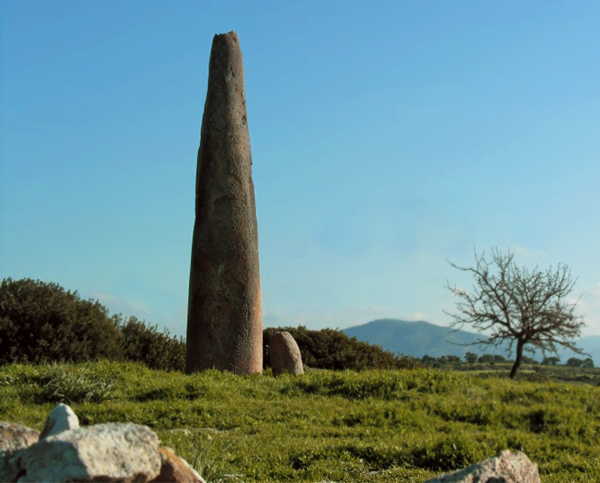
In Sardegna i menhir furono eretti inizialmente di piccole dimensioni, poi di dimensioni maggiori fino a raggiungere i sei metri di altezza, come quello di monte Corru Tundu a Villa Sant'Antonio (OR)

### Il fenomeno del megalitismo
Le prime avvisaglie del Megalitismo sull'Isola sono riferibili al Neolitico medio-recente (proto-megalitismo), e le ricerche dimostrano come esso sia strettamente legato al megalitismo dell'area pirenaica,
Per via della capillare diffusione e della grande varietà che ebbero in Sardegna le imponenti costruzioni in pietra granitica e lavica, le culture prenuragiche e la successiva Civiltà nuragica vengono considerate fra le più importanti culture megalitiche mai esistite.
Il territorio isolano ospita infatti un gran numero di monoliti, sia isolati che in allineamenti rettilinei o anche in circolo, utilizzati dagli antichi Sardi sia per un uso singolarmente monumentale, come i menhir, sia per svariate tipologie di costruzioni definite - appunto - di tecnica megalitica.

## Le diverse culture prenuragiche
Un gran numero di materiali sono stati rinvenuti dagli archeologi e datati ad un periodo che va dal Neolitico (6.000-2.900 a.C.), attraverso l'Età del rame (2.900-1.800 a.C.), sino alla media dell'Età del bronzo.
I diversi tipi di forme e gli stili delle ceramiche hanno contraddistinto i differenti ambiti culturali che prendono il nome dalle località di rinvenimento. Ecco in ordine cronologico le varie culture per periodo:

### Neolitico antico

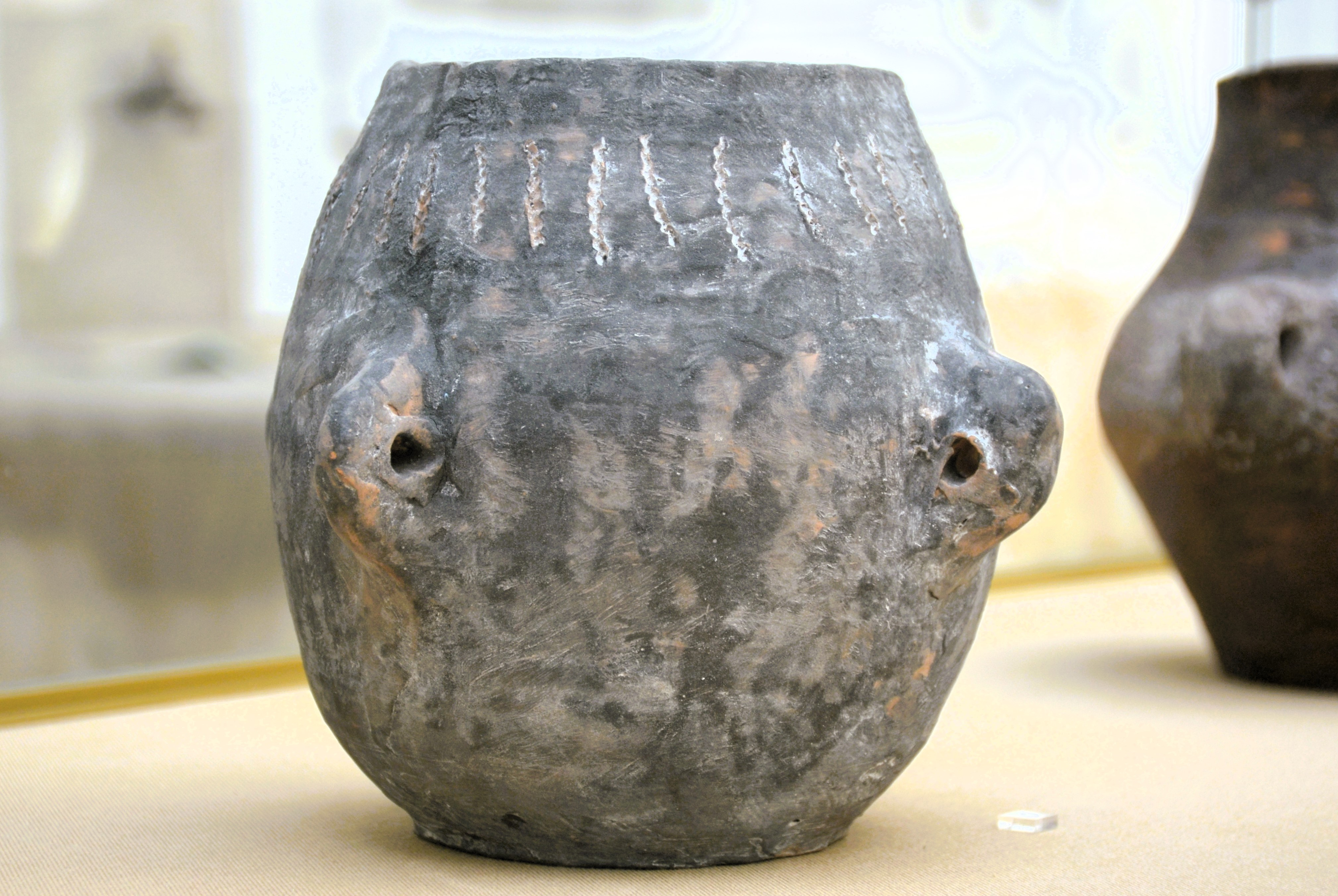
Vaso con decorazione cardiale (riproduzione)

Sono più di quaranta le località ritenute frequentate nel neolitico antico, situate sia in prossimità delle coste come nell'isola Santo Stefano, nell'arcipelago di La Maddalena, a cala Corsara, nell'isola di Spargi, nella grotta Verde ad Alghero, ma anche nell'interno dell'Isola in territorio di Laconi.
Sono piccoli gruppi che si dedicano alla pesca, alla caccia e alla raccolta e all'estrazione e al commercio dell'ossidiana, il prezioso vetro vulcanico abbondante nei giacimenti del monte Arci. La produzione ceramica di quel periodo, per la decorazione e l'aspetto delle forme dei vasi, viene chiamata cardiale, in quanto veniva decorata tramite impressione sull'argilla fresca utilizzando il bordo esterno del cardium edule (ora chiamato Cerastoderma edule), un tipo di conchiglia marina.

#### Cultura di Su Carroppu
La cultura di Su Carroppu rappresenta la fase più antica del Neolitico in Sardegna (VI - V millennio a.C.). A partire dal 1968, nelle campagne di scavi portate avanti dagli archeologi Enrico Atzeni e Gérard Bailloud in un riparo sotto roccia sulle colline calcaree in territorio di Sirri (Carbonia) chiamato Su Carroppu, vennero rinvenute, in strati archeologici inviolati, ceramiche ad impasto grossolano di colore nerogrigio, riferite a ciotole a calotta, olle globoidi e pentole con anse, a maniglia orizzontale oppure con bugne forate, decorate con singolari motivi geometrici di tipo cardiale, insieme a strumenti litici di forma geometrica come bulini e raschiatoi fabbricati con ossidiana proveniente dal Monte Arci.
Fu rinvenuta inoltre la presenza di resti di antichi pasti, con il rinvenimento di ossa di animali come il cervo, il prolago sardo, il cinghiale, documentando così una economia basata sull'allevamento, la caccia, la pesca. La presenza di due scheletri umani, insieme ad oggetti di ornamento costituiti da conchiglie, secondo i ricercatori testimoniano usanze di sepolture in grotta. Questa cultura e da collocarsi tra la fine mesolitico e l'inizio del neolitico antico.
La cultura di Su Carroppu ha corrispondenza in Corsica, nella penisola italiana e in quella iberica, ma soprattutto i ritrovamenti in Sardegna e in Corsica confermano il ruolo chiave di queste due isole per la comprensione della neolitizzazione del Mediterraneo del nord-ovest.

#### Cultura della Grotta Verde
La cultura della Grotta Verde prende il nome da una grotta localizzata a capo Caccia nelle vicinanze di Alghero dove, nel 1979, sono stati fatti dei ritrovamenti oggi esposti al Museo Sanna di Sassari. Viene fatta risalire alla seconda fase del Neolitico antico intorno alla metà del V millennio a.C..
Questa cultura era presente nella parte nord occidentale della Sardegna ed era caratterizzata per la produzione di una varietà di ceramiche di tecnica molto raffinata, incise con poche decorazioni di tipo cardiale mentre abbondavano decorazioni definite "strumentali", ossia ottenute tramite un utensile dentato.
Su un vaso rinvenuto nella omonima grotta, delle particolari anse sono state rappresentate come delle piccole teste umane con naso, occhi e bocca riprodotti in maniera stilizzata, probabilmente con funzione magica. Secondo l'archeologo Giovanni Lilliu, quel vaso rappresenterebbe la prima raffigurazione antropomorfa della preistoria sarda.
Su una parete all'interno della grotta sono stati inoltre rinvenuti dei particolari graffiti, altra singolare testimonianza di quelle genti.

#### Cultura di Filiestru

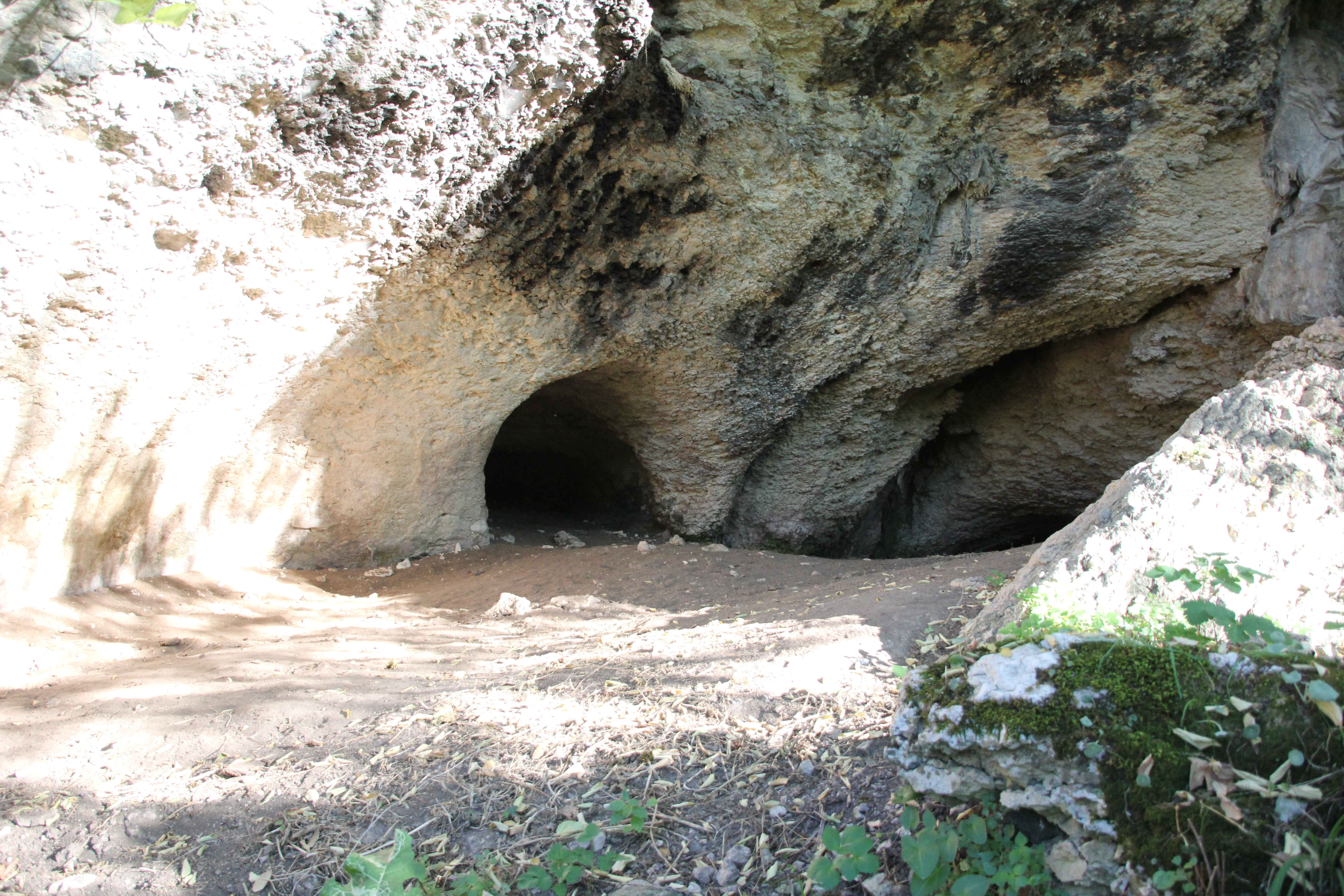
Mara, Grotta di Filiestru

Ne 1971 il prete speleologo Renato Loria scoprì nel territorio di Mara, tra Villanova Monteleone e Bosa, un anfratto di circa sessanta metri quadri, la grotta di Filiestru, dove furono fatti ritrovamenti risalenti al Neolitico antico.
La grotta fu successivamente indagata dagli archeologi V.R Switsur e David H. Trump i quali analizzando un deposito archeologico dello spessore di tre metri e mezzo, scoprirono un susseguirsi di varie culture che abbracciavano in arco temporale molto lungo, da quella più antica, di tipo cardiale, a quella più recente già in epoca nuragica (cultura Sa Turricola).
Quella più antica è stata datata alla fine del V millennio a.C.; i reperti mostrano una cultura evoluta composta da genti dedite all'agricoltura, all'allevamento, alla caccia e alla pesca. Viene notata inoltre la quasi totale scomparsa delle precedenti forme di decorazione vascolare mentre compaiono gli anelloni in pietra verde che trovano riscontri in Corsica e nella penisola italiana: questi ritrovamenti inducono gli studiosi a sostenere che durante quel periodo le popolazioni sarde intrecciarono stretti rapporti commerciali con le comunità neolitiche mediterranee coinvolte nel commercio dell'ossidiana abitanti in Francia meridionale, nella penisola iberica, in quella italiana e in Sicilia.

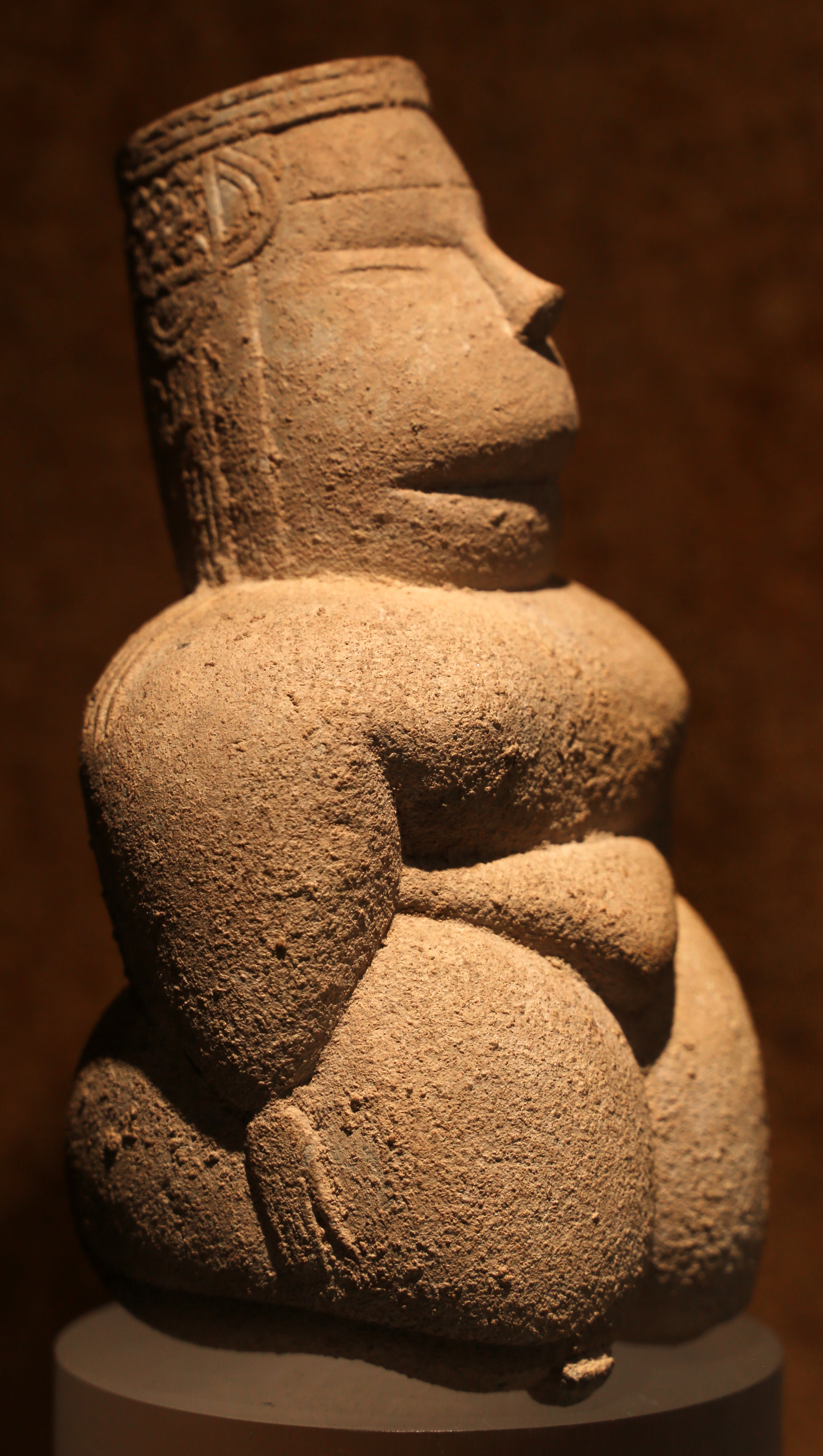
Cabras, Provincia di Oristano, necropoli di Cuccuru s'Arrius: raffigurazione Dea Madre mediterranea. Cagliari, Museo archeologico nazionale di Cagliari. I ritrovamenti di questi idoletti, il cui stile è chiamato volumetrico, sono stati numerosi in tutta l'Isola. Sono stati scolpiti nel marmo o nell'alabastro, fatti in osso o con l'argilla, in posizione seduta o in piedi, ma sempre con il corpo obeso ad indicare la fertilità, l'abbondanza o l'opulenza.

### Neolitico medio
Durante questo periodo (inizi del IV millennio) gli abitanti neolitici della Sardegna conoscono una elevata crescita culturale ed economica. Questi cambiamenti si avvertono in particolar modo nella produzione ceramica che si presenta più raffinata e di migliore fattura, mentre gli strumenti litici vengono rinvenuti in numero maggiore.
Aumenta il numero dei villaggi e si diffonde il culto della Dea Madre mediterranea, dea della fertilità agraria e umana, le cui numerose raffigurazioni steatopigie rinvenute in questo periodo ne sono testimonianza eloquente.

#### Cultura di Bonu Ighinu
La cultura di Bonu Ighinu, le cui prime manifestazioni certe sono databili al 4000 a.C., si impose sicuramente fino al 3400 a.C. circa.. Prende il nome dal santuario di Nostra Signora di Bonu Ighinu, in territorio del comune di Mara, nelle cui vicinanze si trova la grotta de su Tintirriolu, luogo nel quale sono state rinvenuti nel 1971 notevoli reperti ceramici con anse zoomorfe e antropomorfe. Si diffuse ampiamente in quasi tutta l'isola ed uno dei villaggi più importanti fu quello di Puisteris a Mogoro.
È considerata dagli archeologi come la prima cultura in Sardegna ad usare cavità artificiali come sepolcri e rappresenta l'evoluzione naturale della precedente cultura di Filiestru, la cui grotta si trova nello stesso territorio.
I manufatti relativi al villaggio e alla necropoli di Cuccuru s'Arrius mostrano una società ben organizzata, di notevole livello economico ed artistico, ben strutturata sul piano sociale e religioso. In quel sito sono stati numerosi i rinvenimenti di statuette femminili raffiguranti la Dea Madre, il cui culto era diffuso anche in gran parte dell'Europa neolitica e nel bacino del mediterraneo, rappresentata nei modi più svariati: in piedi, seduta, mentre allatta o mentre partorisce.. Il sito di Cuccuru s'Arrius viene indicato da molti studiosi appartenente alla cultura di san Ciriaco.

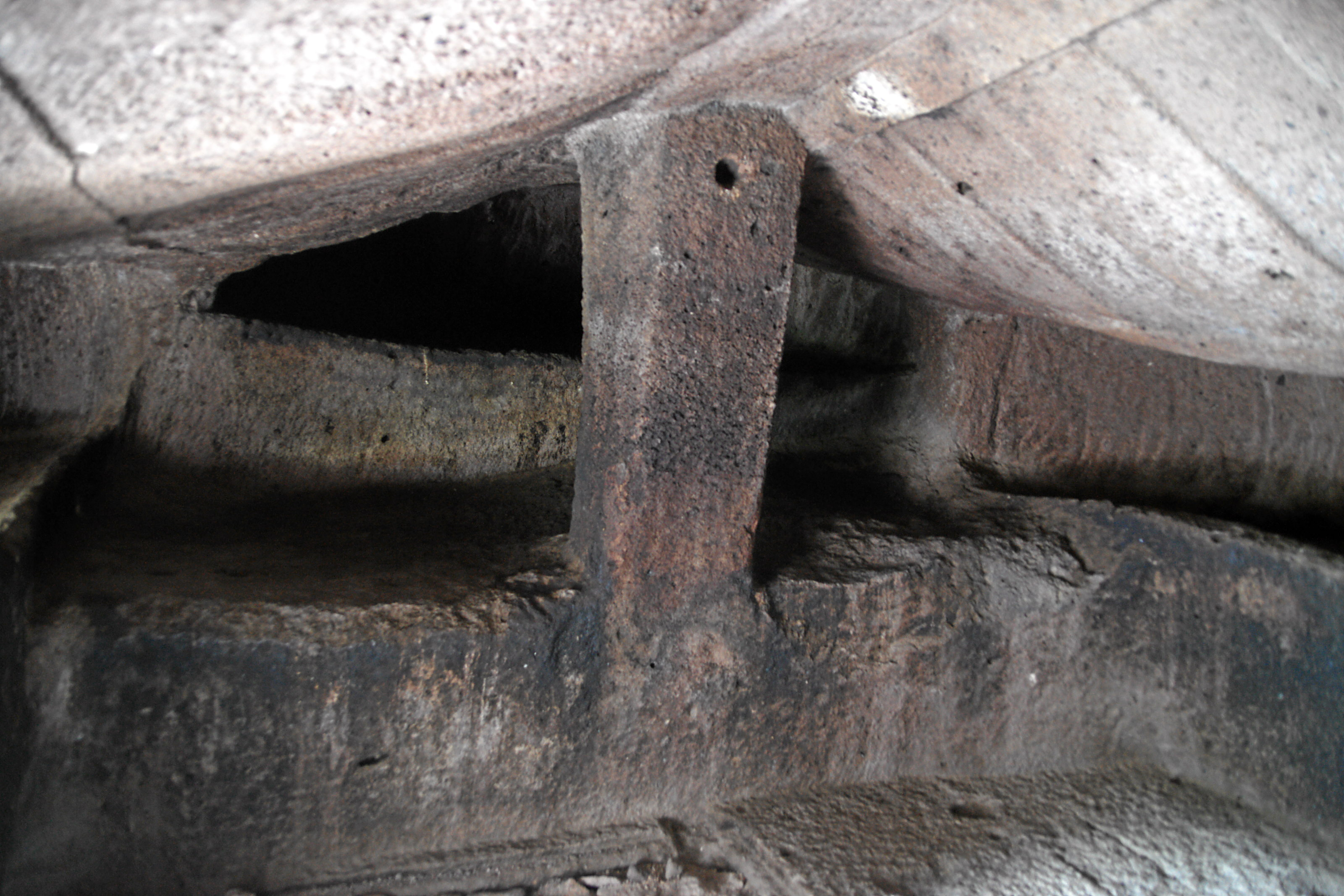
Bonorva, necropoli di Sant'Andrea Priu. Secondo gli studiosi durante il Neolitico recente vengono scavate le prime domus de janas.

### Neolitico recente
Nel Neolitico recente (4000-3200 a.C.) vede l'evoluzione della cultura di Bonu Ighinu in quella ancora più complessa e articolata di Ozieri passando attraverso la fase culturale di san Ciriaco e di Arzachena.

#### Cultura di San Ciriaco
La cultura di San Ciriaco (3400-3200 a.C.) caratterizza la parte finale del neolitico medio e introduce a quello recente. Viene considerata dagli archeologi come una cultura di raccordo tra quella di Bonu Ighinu e quella di Ozieri ed è attualmente in fase di una esatta definizione.
Prende il nome dalla chiesa di San Ciriaco di Terralba, comune in provincia di Oristano, nelle cui vicinanze fu rinvenuto un villaggio preistorico ricco di testimonianze.
Durante questa fase vengono scavate le prime domus de janas che si diffonderanno in tutta l'isola, ad eccezione della Gallura.

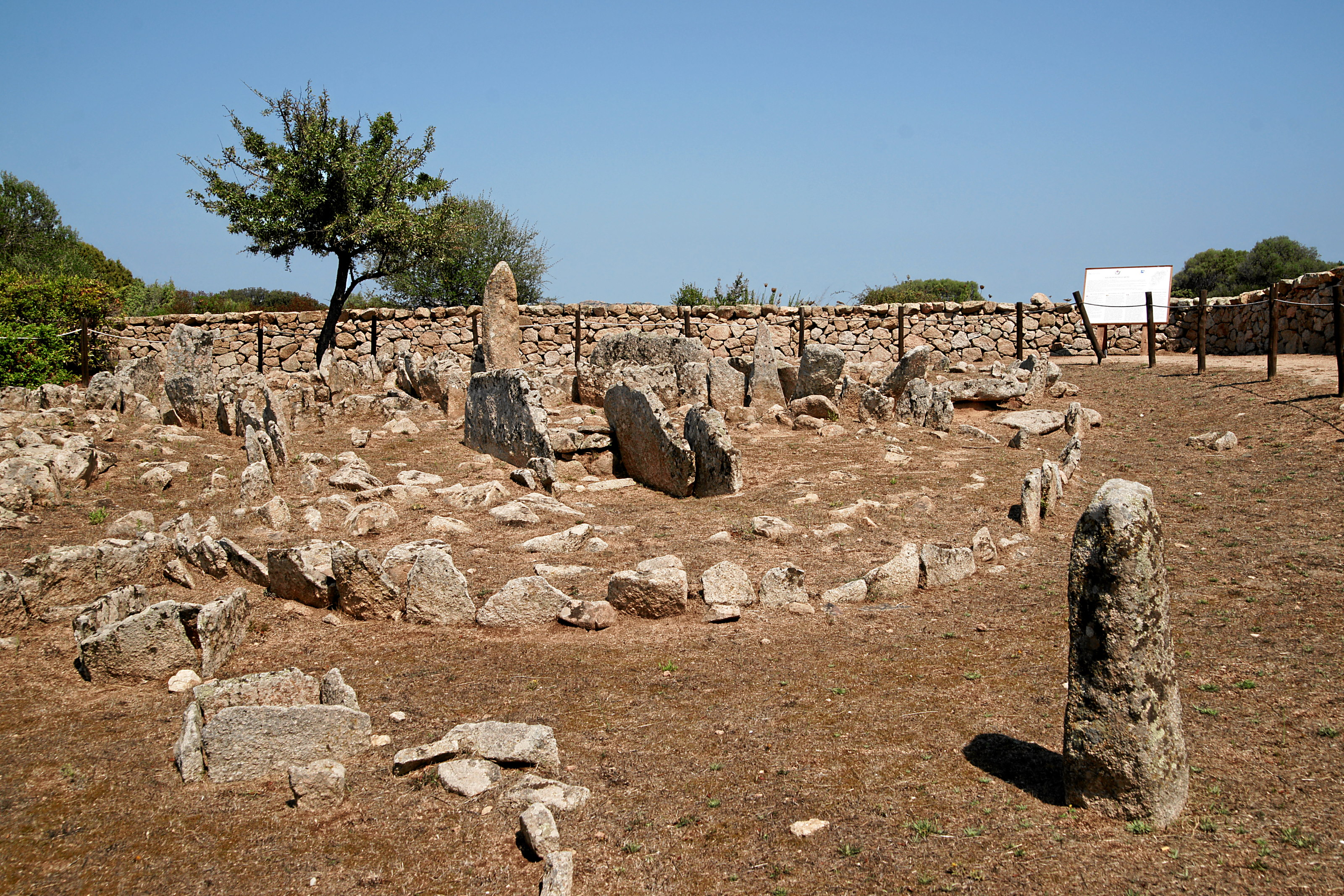
Arzachena, circoli megalitici di Li Muri

#### Cultura di Arzachena
La cultura di Arzachena interessò principalmente la regione gallurese e alcune restanti zone orientali dell'isola con delle propaggini anche nella Corsica meridionale: per questa ragione viene indicata anche come aspetto culturale corso-gallurese.
Le grandi tombe a circolo galluresi segnano l'esordio del megalitismo in Sardegna, fra i più antichi del Mediterraneo occidentale. I corredi funebri comprendono oggetti raffinatamente lavorati come coppette in steatite, lame in selce, piccole accette triangolari in pietra dura levigata e grani di collana di steatite verde a forma di piccole olive.

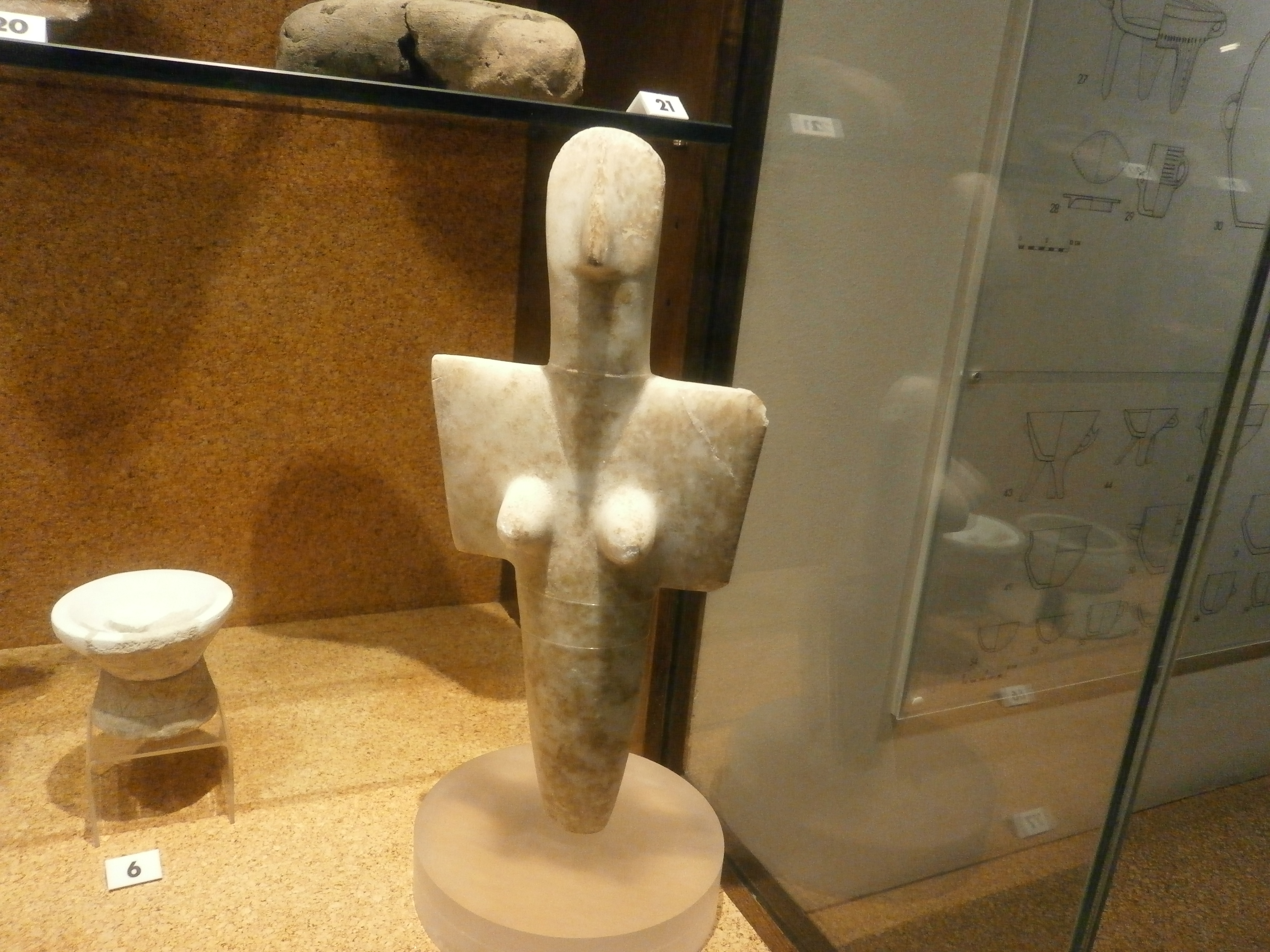
Senorbì, idolo raffigurante la Dea Madre (cultura Ozieri).

### Neolitico finale
- Datazione calibrata: 4000 a.C. - 3200 a.C.
- Datazione tradizionale: 3200 a.C. - 2800 a.C.

Durante il Neolitico finale si afferma in Sardegna una delle culture più importanti della sua storia: la cultura di Ozieri.

#### Cultura di Ozieri
La cultura di Ozieri fu una cultura la cui organizzazione sociale, economica e religiosa si diffuse su tutto il territorio isolano. È conosciuta anche con il nome di cultura di san Michele, dal nome dell'omonima grotta in territorio del comune di Ozieri dove furono trovate importanti testimonianze. In quel sito infatti furono rinvenuti vasi finemente lavorati e decorati con motivi geometrici incisi elegantemente sull'argilla e colorati con ocra rossa. I più datati si presentano di forma tonda e poco rifiniti, mentre quelli di epoca più tarda sono fortemente stilizzati e con una forma più affinata.

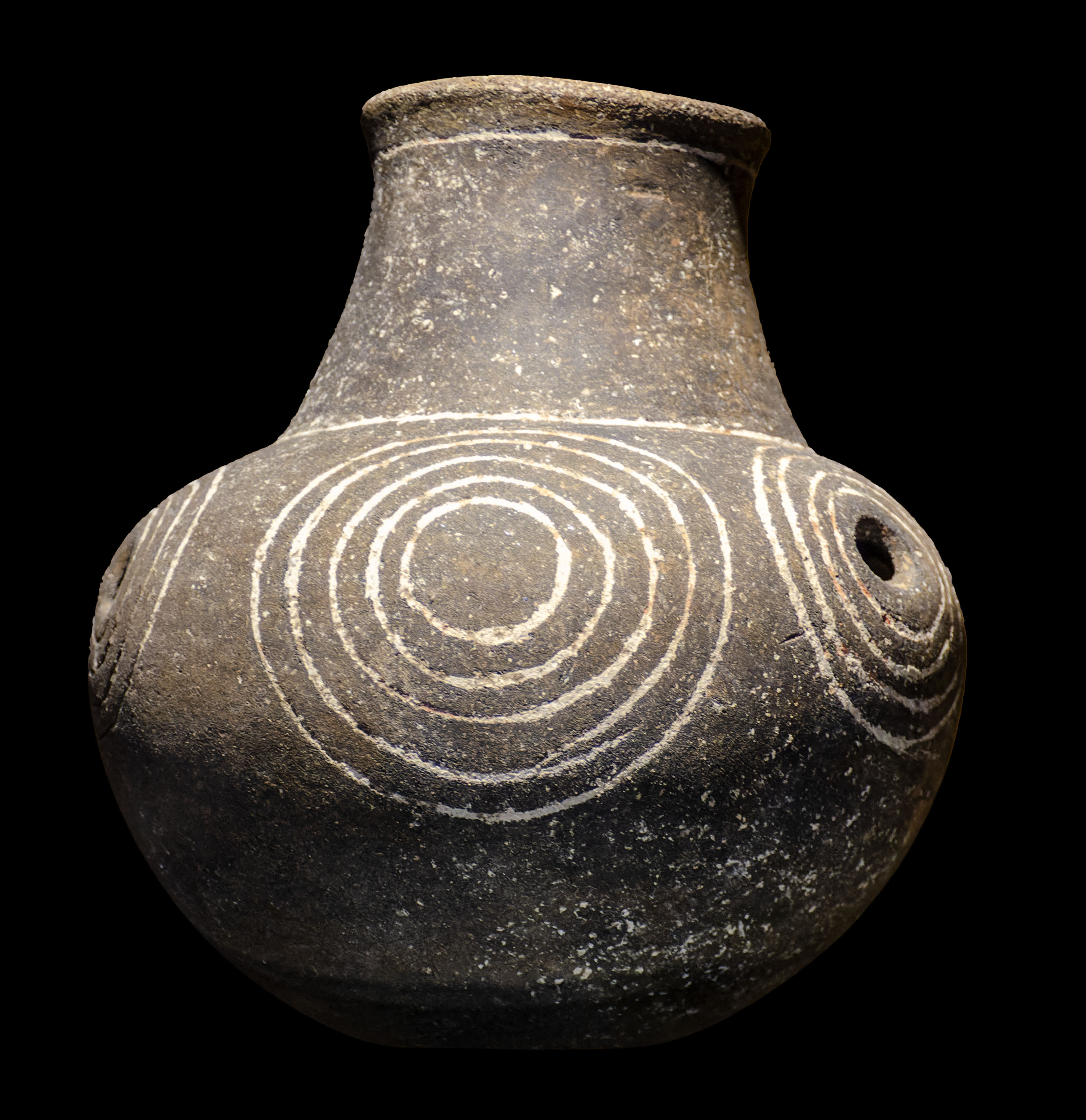
Vaso da Giba

Gli studiosi considerano questo tipo di vasellame come una novità per la Sardegna neolitica e fino ad allora simili manufatti erano ritenuti tipici delle isole Cicladi e di Creta. Si presume che a seguito di importanti scambi commerciali con quelle lontane isole, nuove tecniche manifatturiere, nuove conoscenze nella metallurgia e nuovi stili di vita, vivificarono le esistenti culture dando un notevole impulso all'economia e originando una più evoluta società civile, organizzata stabilmente in tante comunità. Alla luce di queste preziose testimonianze l'origine della cultura di Ozieri fu definita di provenienza orientale e tali ritrovamenti dimostrarono inequivocabilmente il forte scambio culturale e commerciale intercorso tra i Sardi prenuragici e popolazioni neolitiche greche.
Sulla base di questi importanti ritrovamenti gli studiosi sono concordi nel definire la Cultura di Ozieri come la prima grande cultura sarda.

### Età del rame

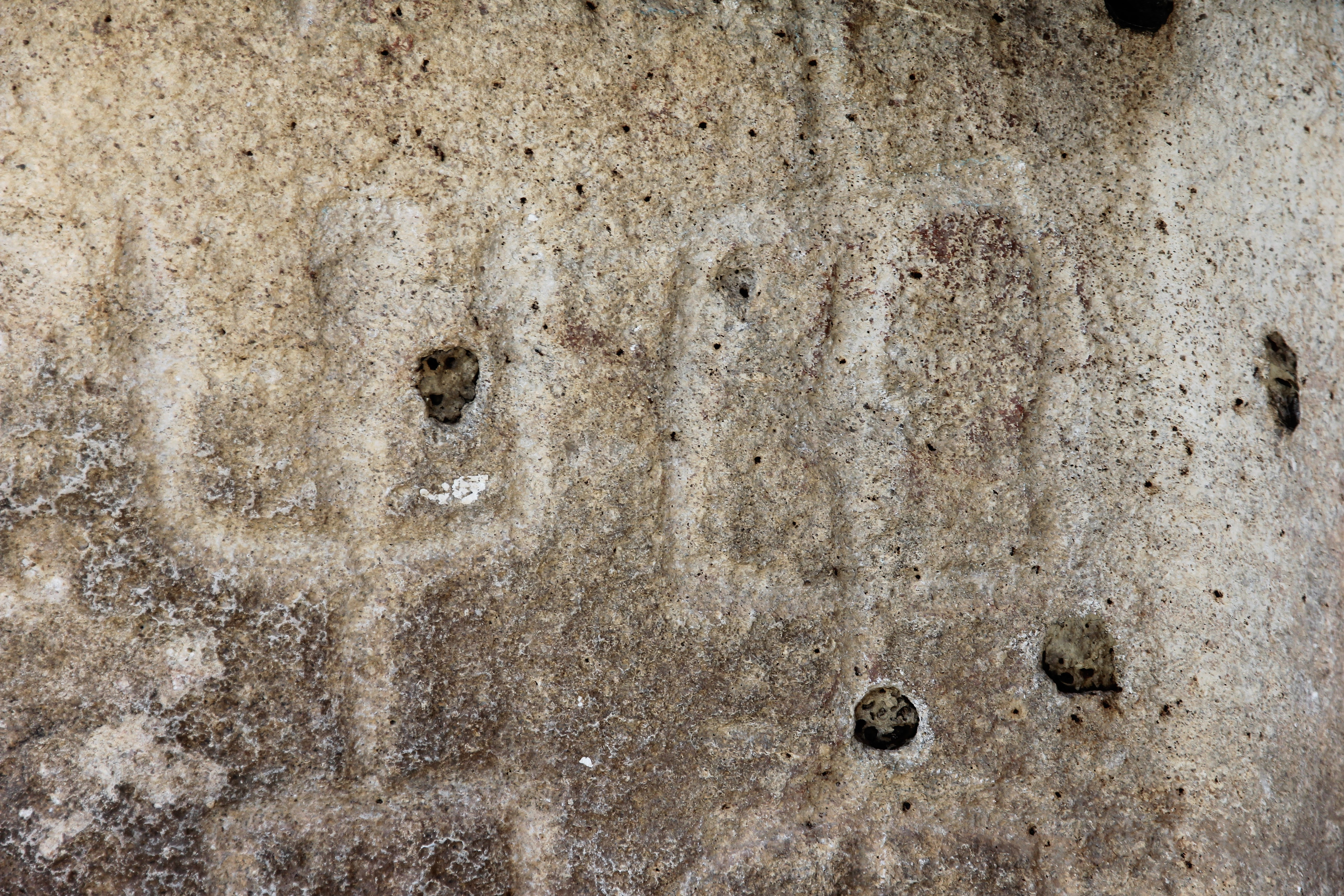
Petroglifi della necropoli di Tennero, Cheremule

Nel Calcolitico o Età del rame, e in particolare durante le culture di Abealzu-Filigosa, Monte Claro e del Vaso campaniforme, si scorgono segnali di cambiamento sull'isola, come una maggiore presenza del metallo (rame e argento), l'introduzione di armi (pugnali, punte di freccia), nuove tipologie di ceramica e la comparsa di simbologie religiose di tipo celeste. 
Secondo le ipotesi degli studiosi queste innovazioni furono importate da piccoli gruppi umani giunti in più ondate dall'Europa continentale che si stabilirono nelle aree occupate dalle genti di Ozieri, modificandone lo stile di vita e determinando quindi una svolta storica. 
Ricerche nel sito di Scaba 'e Arriu (Siddi) hanno rilevato una scarsa presenza di prodotti animali nella dieta umana della prima Età del rame mentre è stato notato un aumento di prodotti animali, identificabili nel bestiame erbivoro, nella tarda Età del rame, in coincidenza con condizioni più piovose.

#### Cultura di Sub-Ozieri

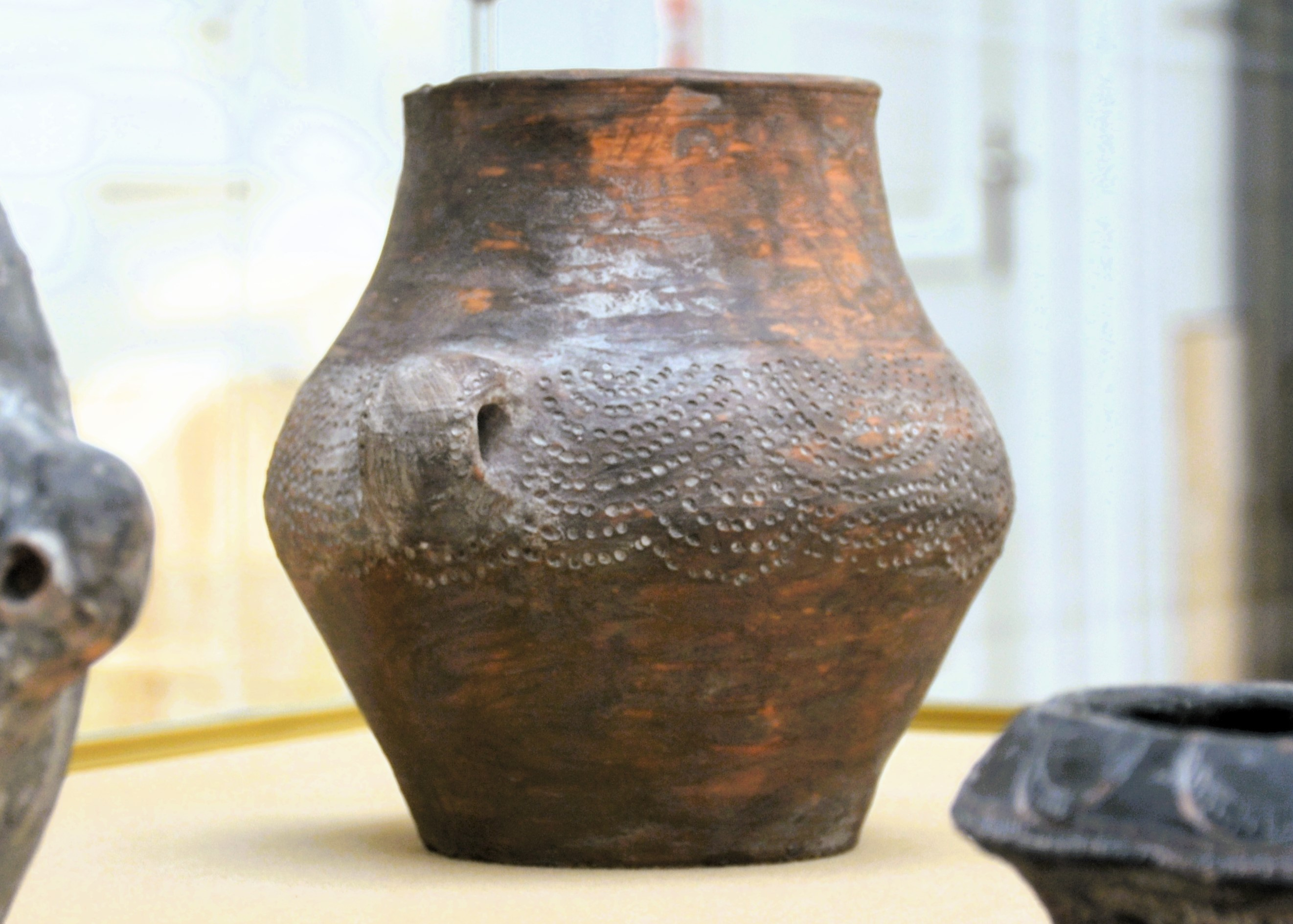
Ceramica Sub-Ozieri (riproduzione)

La cultura di Sub-Ozieri (detta anche "Ozieri rosso"), datata fra il 2850 e il 2700 a.C., rappresenta la continuazione, in particolare nell'area centro-meridionale dell'isola, della precedente fase del Neolitico finale. Questa facies  è stata isolata per la prima volta grazie ai rinvenimenti nel villaggio di Su Coddu, in territorio di Selargius. 
L'ossidiana è oramai raramente utilizzata mentre si registra lo sviluppo della metallurgia. 

#### Cultura di Abealzu-Filigosa

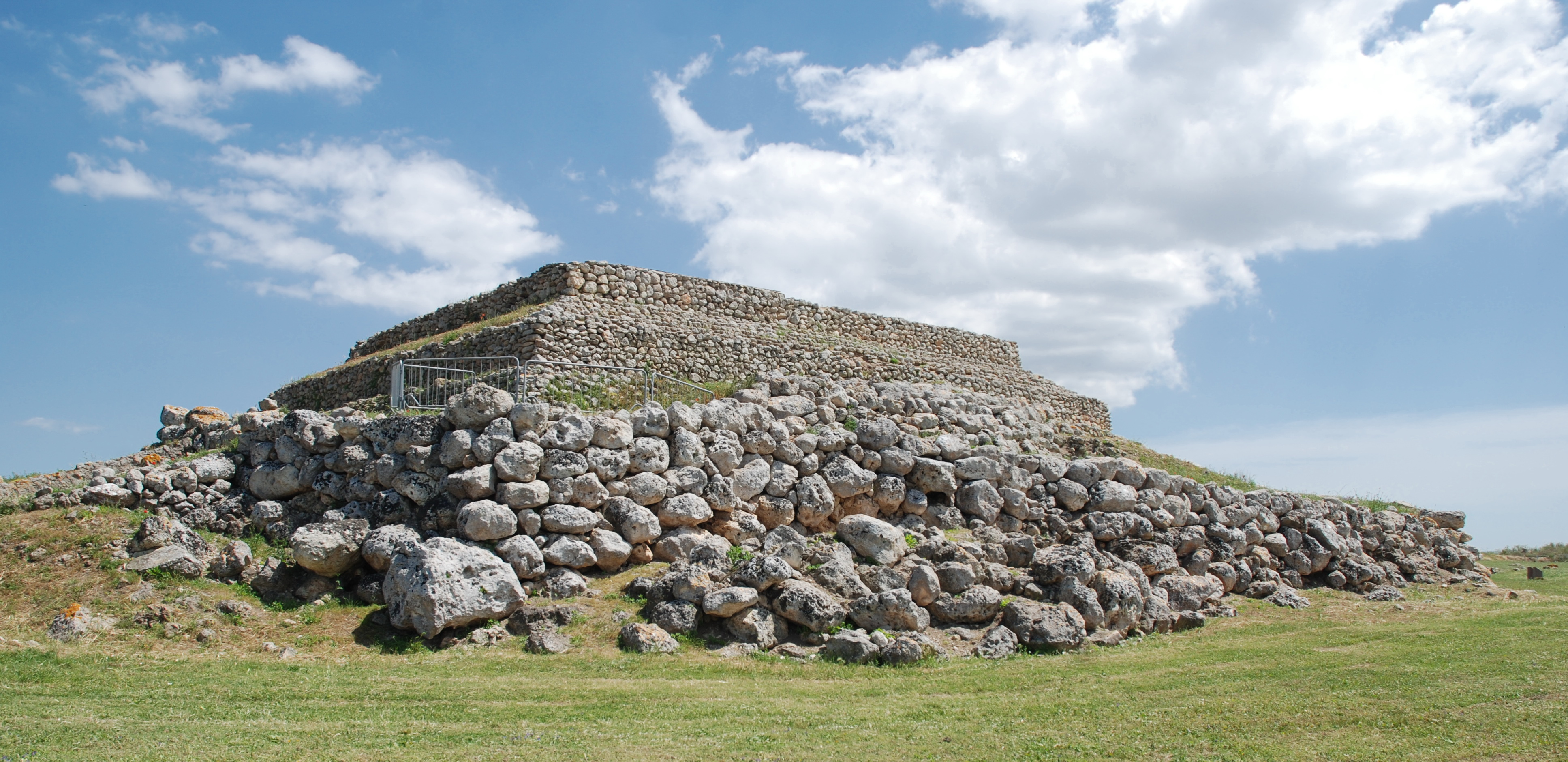
Sassari, l'altare megalitico di Monte d'Accoddi, edificato dalle genti di cultura Abealzu-Filigosa

La prima località è presso Osilo, la seconda presso Macomer. Si sviluppò fra il 2700 e il 2400 a.C. e fu limitata a circa una ventina di siti ubicati nell'area del sassarese e a poche altre zone del centro-sud della Sardegna.
Divinizzarono gli antenati guerrieri attraverso le statue stele (localizzate soprattutto nella Sardegna centro-occidentale) ed innalzarono o restaurarono grandi monumenti megalitici, come la piramide a gradoni di Monte d'Accoddi, nei pressi di Sassari, su un rilievo a base quadrangolare alto dieci metri, che in origine superava i 36 metri, molto probabilmente consacrato al Dio Sole e che richiama per la posizione su una terrazza artificiale sopraelevata i templi ziqqurath della Mesopotamia.

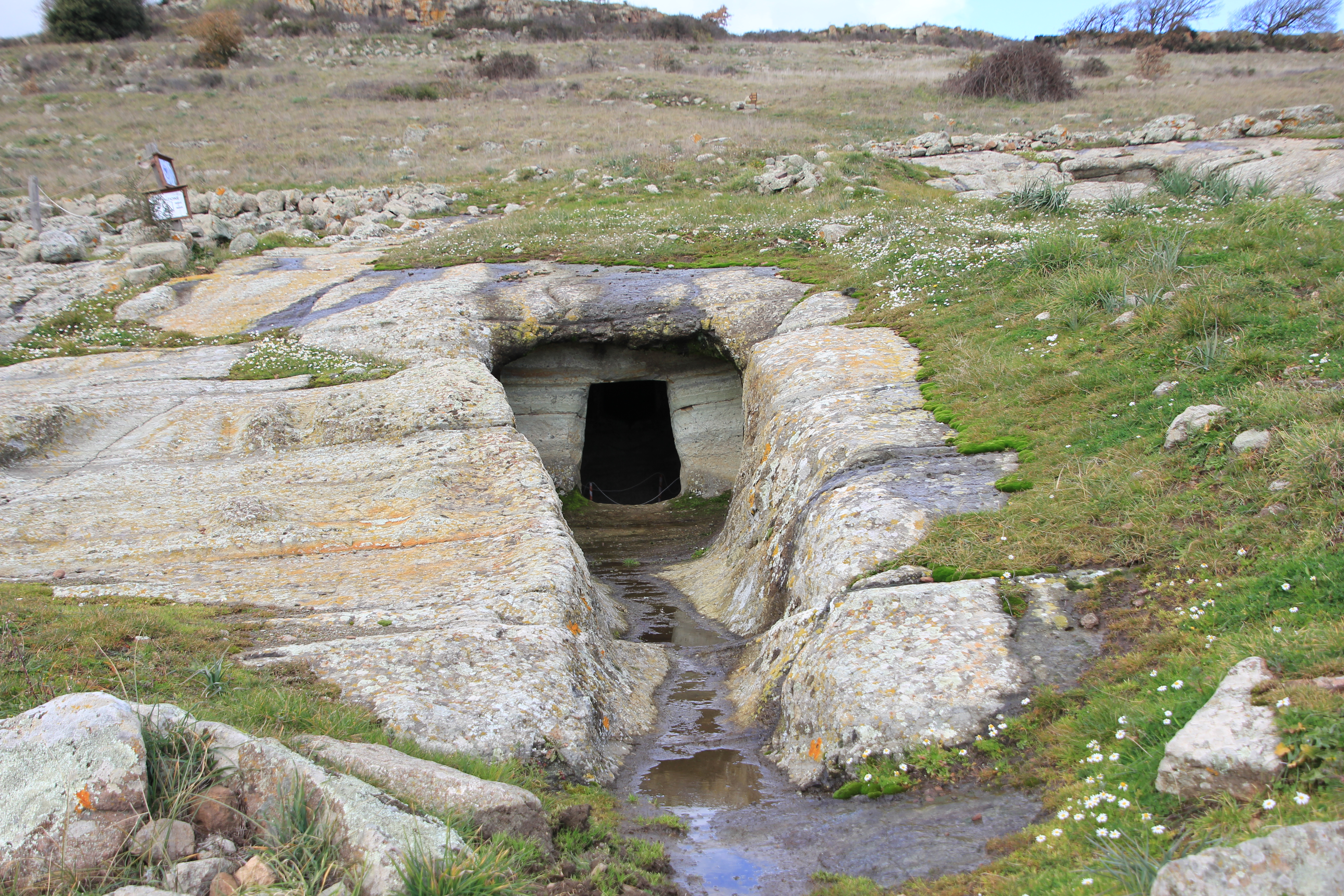
Macomer, necropoli di Filigosa

Nelle sepolture sono frequenti le armi quali pugnali in rame e asce a martello in pietra, ma anche punte di freccia in ossidiana. Soprattutto nella fase di Abelzu le forme vascolari ricordano quelle della cultura del Rinaldone.

#### Cultura di Monte Claro

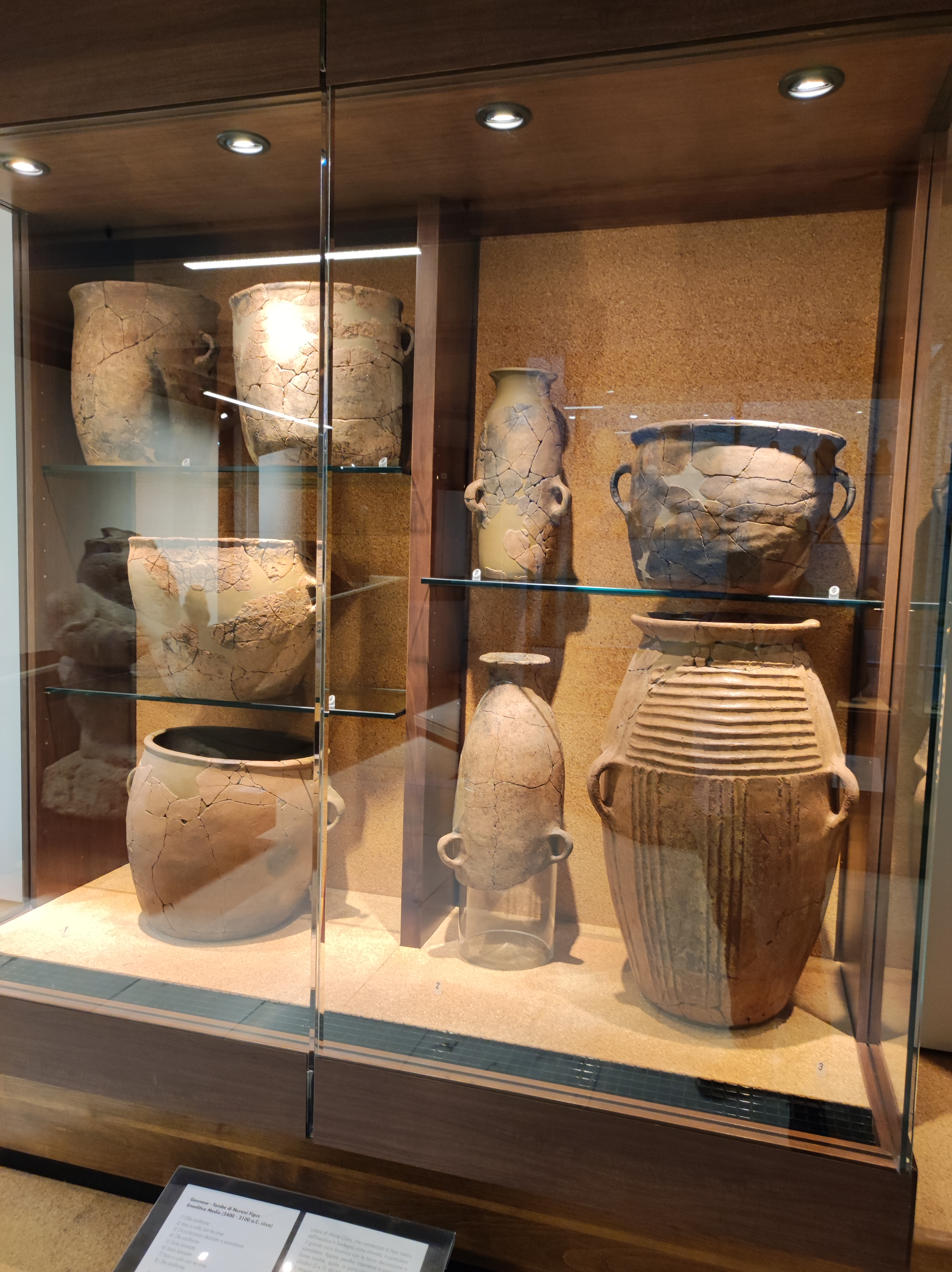
Cagliari, Museo archeologico nazionale: ceramica tipica della cultura di Monte Claro da Nuraxi Figus.

Prende il nome dal colle cagliaritano di Monte Claro dove sono stati fatti importanti ritrovamenti. Diffusa in tutta la Sardegna fra il 2400 e il 2100 a.C., segna una rottura culturale con il passato e venne forse importata da gruppi allogeni. 
Viene suddivisa dagli studiosi in quattro facies: 
- Sassarese,
- Nuorese,
- Campidano,
- Oristanese.

Fra le principali innovazioni si segnalano le tombe a forno individuali, apparse nel cagliaritano, e le grandi muraglie megalitiche del centro-nord dell'isola come nel sito di Monte Baranta.
Utilizzavano grappe in piombo per riparare i vasi. Le ceramiche mostrano influssi orientali nel sud e della cultura di Fontbouisse nel nord.

#### Cultura del Vaso campaniforme

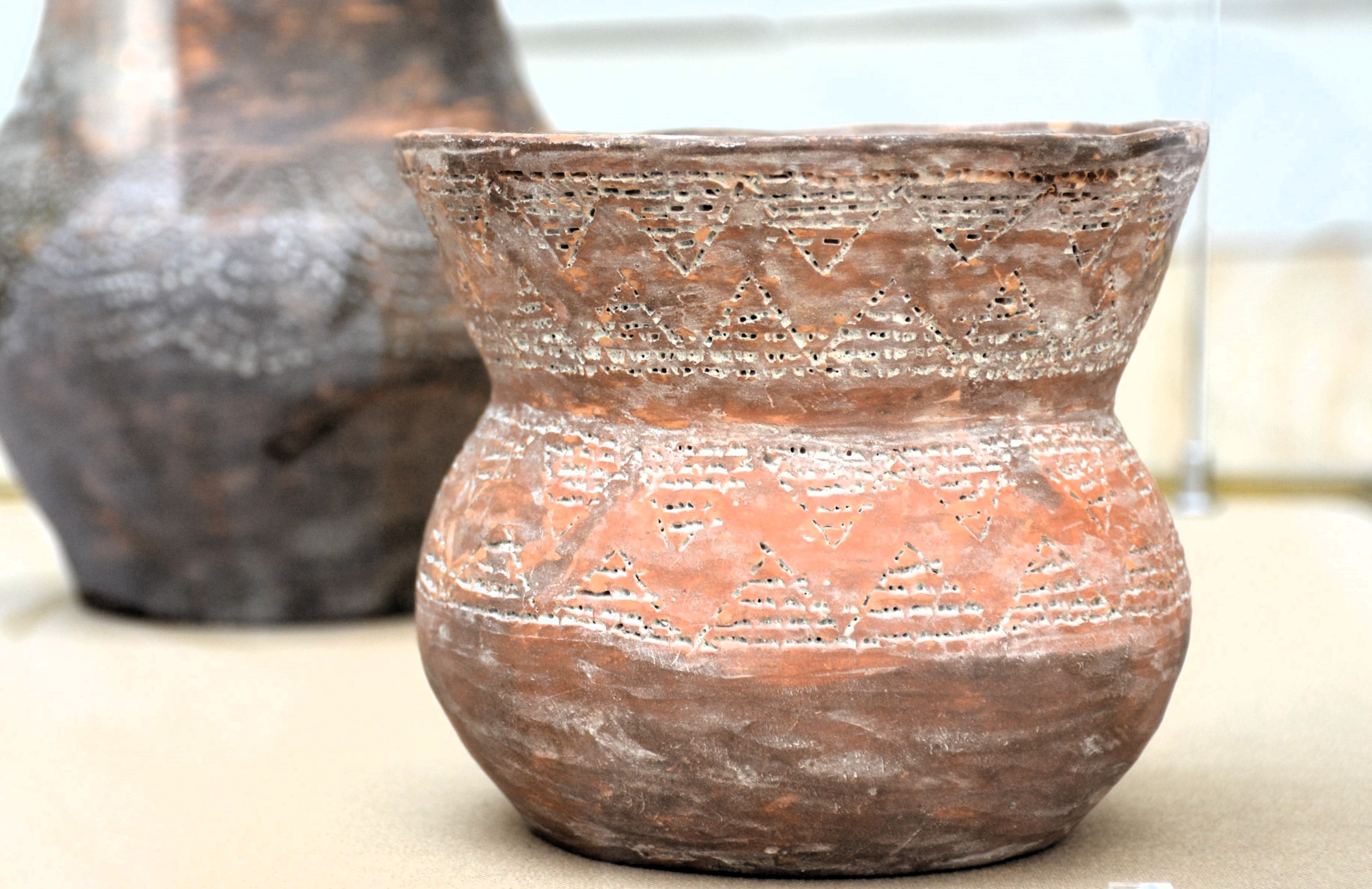
Vaso campaniforme (riproduzione)

È una cultura di apporto esterno, diffusasi fra la fine del III e l'inizio del II millennio a.C. (2100-1800 a.C.), le cui popolazioni vissero mischiate con popoli di altre culture. Sono identificabili per le manifatture vascolari e per i braccioli di pietra levigata (brassard) che indossavano per attutire il rinculo dell'arco.
Usano pugnali di rame, bracciali ed anelli e compaiono per la prima volta nell'isola oggetti in oro (torque dalla tomba di Bingia 'e Monti).
Questa cultura era diffusa principalmente lungo la costa occidentale e nelle zone di pianura adiacenti mentre sono scarsi i ritrovamenti nella costa orientale concentrati prevalentemente nel dorgalese.
Della cultura del vaso campaniforme in Sardegna si possono riconoscere tre facies riconducibili a origini geografiche e periodi differenti:
- La più antica in cui sono forti gli influssi iberici e provenzali
- Una seconda fase nella quale compaiono evidenti influssi centro-europei (comparsa dei vasi polipoidi)
- Una terza fase documentata nei siti di Lu Marinaru (SS) e Padru Jossu (VS)

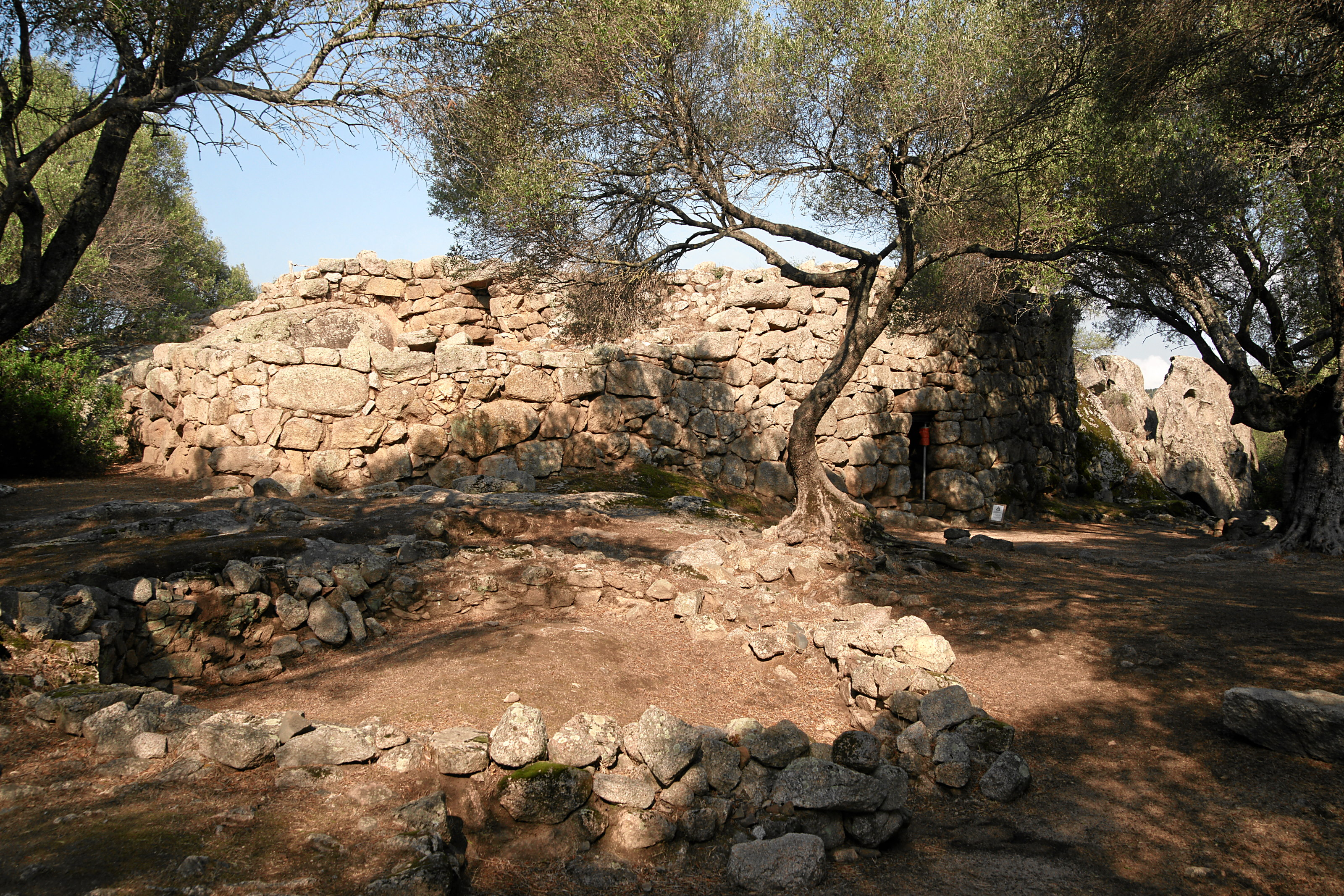
Protonuraghe Albucciu, Arzachena

### Età del bronzo

#### Verso la civiltà nuragica
Fra il 1800 e il 1600-1500 a.C., l'evoluzione delle civiltà prenuragiche portò al periodo forse più affascinante della storia sarda, dominato dalla civiltà nuragica. Tale civiltà ha disseminato in tutto il territorio dell'Isola di testimonianze importanti, originali e suggestive: i nuraghi.

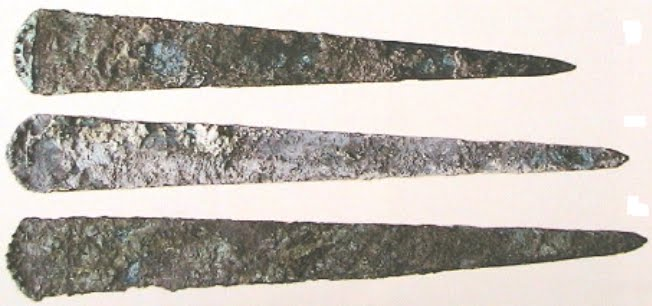
Decimoputzu, ipogeo di Sant'Iroxi. Cultura di Bonnannaro: spade in rame arsenicale.

##### Cultura di Bonnanaro
Nel 1800 a.C. si sviluppa la cultura di Bonnanaro, regionalizzazione isolana della precedente cultura del vaso campaniforme con delle influenze provenienti dalla cultura di Polada dell'Italia settentrionale.
Vengono eretti i primi pseudonuraghi e i protonuraghi, ma sono poco numerosi rispetto al totale delle costruzioni. Questi Protonuraghi sono costituiti da una base con corridoio e un vano scala per accedere al terrazzo.

##### Cultura Sub-Bonnanaro
La cultura sub-Bonnanaro (1500-1300 a.C.) è considerata la prima fase della civiltà nuragica.
Si cura l'organizzazione del territorio, vengono costruiti migliaia di Nuraghi monotorre, centinaia di tombe megalitiche, numerosi villaggi.
Le popolazioni si diffusero in tutta l'Isola, costruirono nuovi insediamenti, ma non abbandonarono i vecchi. La vita di agricoltori e pastori è testimoniata dagli strumenti litici e ceramici pervenutici.
Nello stesso periodo la civiltà torreana, strettamente legata a quella nuragica, si diffonde nel sud della Corsica mentre nelle isole Baleari si sviluppa la civiltà talaiotica.

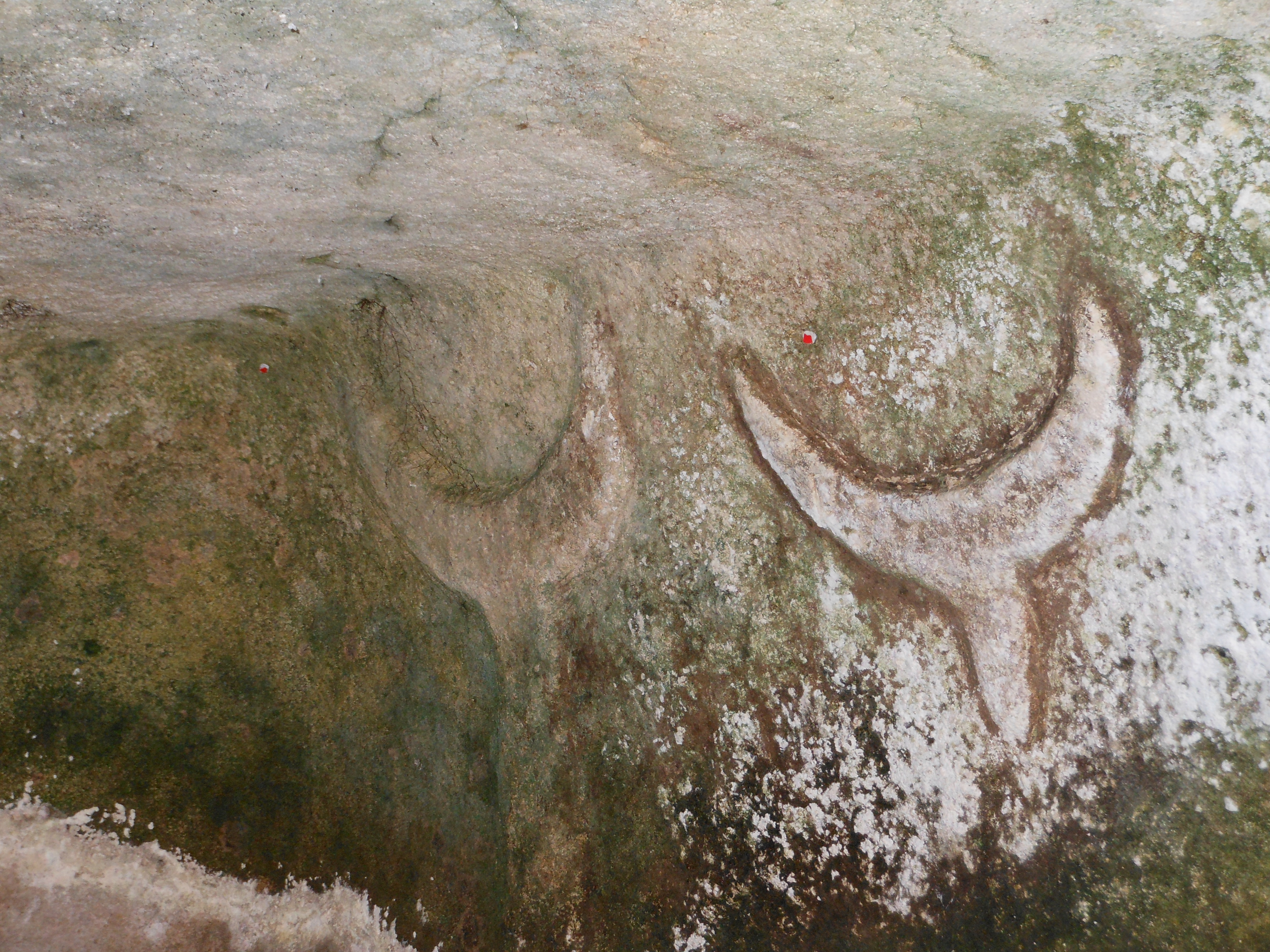
Porto Torres, necropoli di Su Crucifissu Mannu, protomi taurine

## Arte e religione nella Sardegna prenuragica
La religione prenuragica era basata principalmente sul culto della Dea Madre, analogamente a quanto avveniniva nel resto dell'Europa Antica e nel Vicino Oriente. Circa un centinaio di statuine raffiguranti la dea sono state rinvenute in varie località della Sardegna. Accanto ad essa vi era una figura maschile il cui simbolo erano le corna taurine che appiono frequentemente nelle domus de janas e nei menhir.
A partire dalla prima Età dei metalli il culto della grande Dea inizierà ad essere in parte soppiantato da quello di una divinità maschile, bellicosa e irrequieta, come testimoniato anche dalle statue stele del Sarcidano e del Mandrolisai rappresentanti guerrieri armati con pugnale.

## Le necropoli ipogeiche

### Domus de Janas

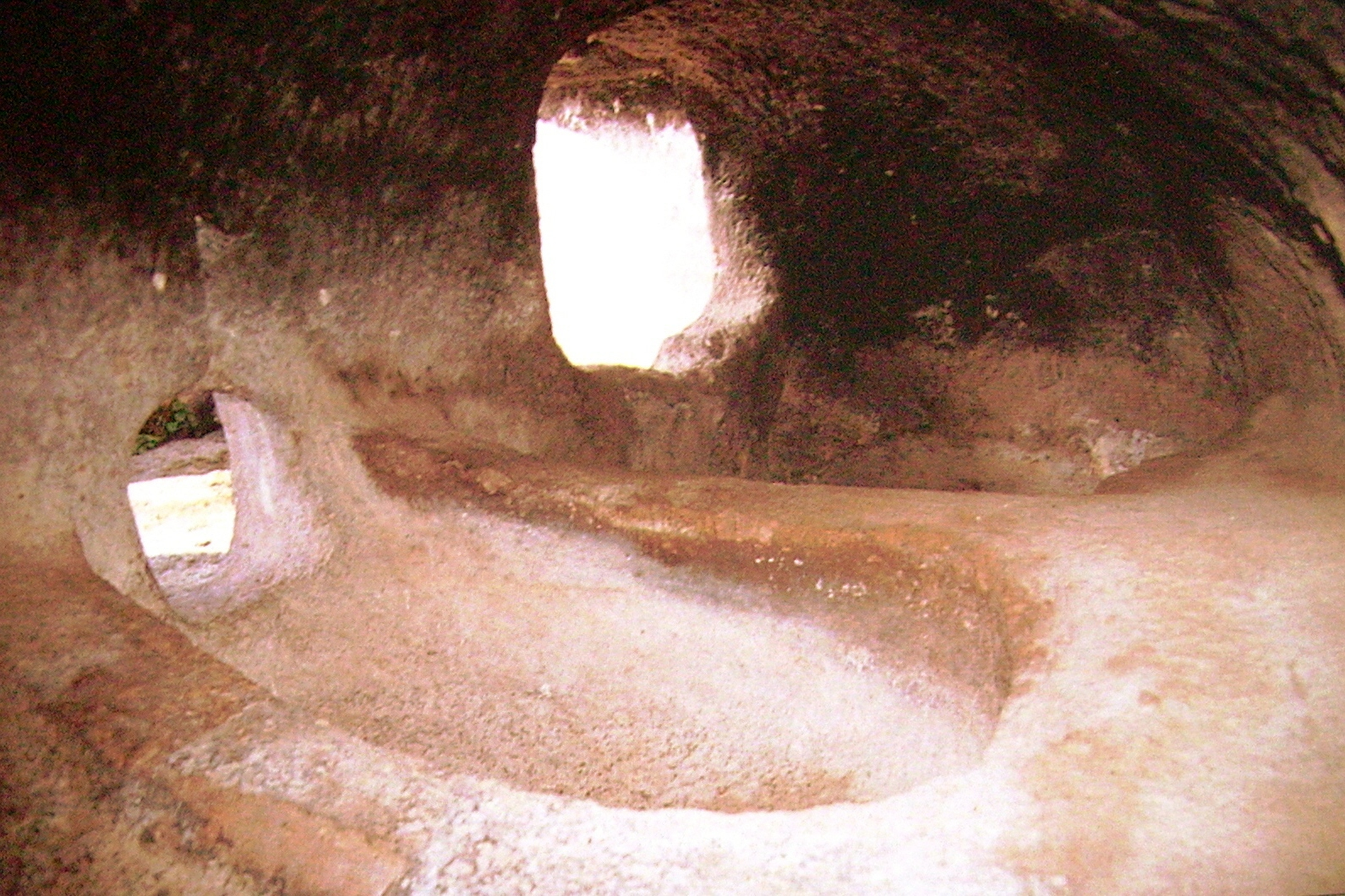
Villaperuccio, necropoli di Montessu, interno di una domus de janas

Così come i nuraghi dell'Eta del bronzo hanno caratterizzato la civiltà nuragica, così le migliaia di tombe ipogeiche conosciute come domus de janas hanno caratterizzato il periodo prenuragico. Le ricerche archeologiche hanno evidenziato infatti come durante la cultura di Ozieri - il momento più elevato ed unitario del periodo prenuragico - sull'Isola fiorì un'economia basata su un'ulteriore espansione dell'agricoltura e dell'allevamento, rilevando anche la centralità della Sardegna nello scambio di importanti risorse naturali quali l'ossidiana nell'ambito del bacino occidentale del Mediterraneo.

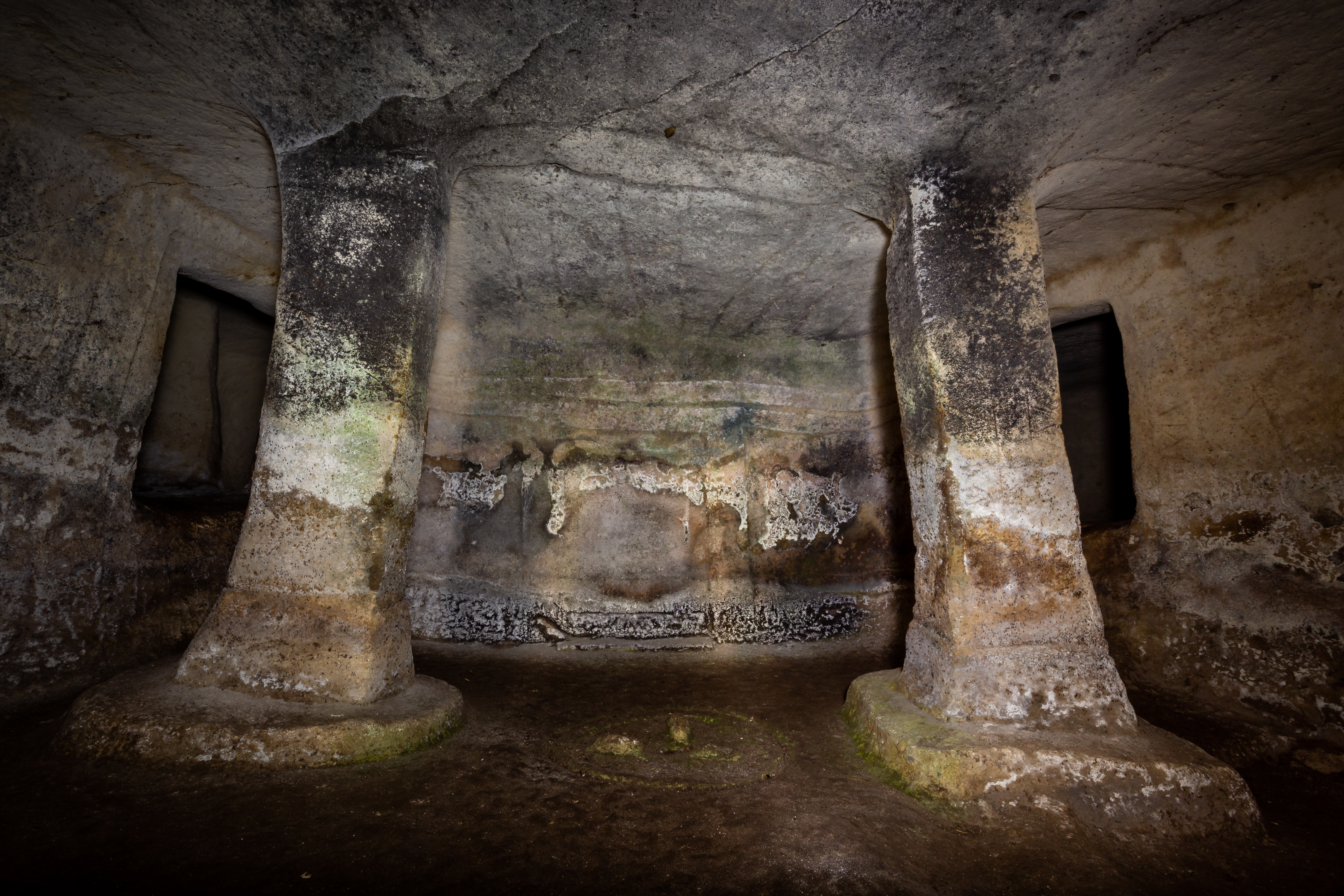
Necropoli di Mesu 'e Montes, Ossi

Centinaia di necropoli ipogeiche con migliaia di sepolture del tipo domus de janas, sono testimoni eloquenti di questa società prenuragica operosa e caratterizzata da una complessa organizzazione sociale e religiosa, aperta agli influssi provenienti da ogni parte del mare che circonda l'Isola, accentrata in villaggi di capanne i cui elementi architettonici - in scala ridotta - vengono con maestria rappresentati nelle tombe ipogeiche, quali pilastri, travatura di soffitti a doppio spiovente, focolari, sedili, tutti elementi reali di una architettura che non esiste più all'esterno, e tutti scolpiti nella roccia insieme a simboli della sua spiritualità, come spirali colorate con ocra e protomi taurine.
Se ne contano con certezza 2500, in forme semplici oppure in raggruppamenti che contano fino a 24 vani, spesso in planimetrie diverse del tipo a pianta cruciforme, a forma di T o a pianta centripeta, isolate oppure aggregate in vaste necropoli che arrivano a contenere fino a 40 tombe, mentre numerosi sono i siti ancora da scavare.

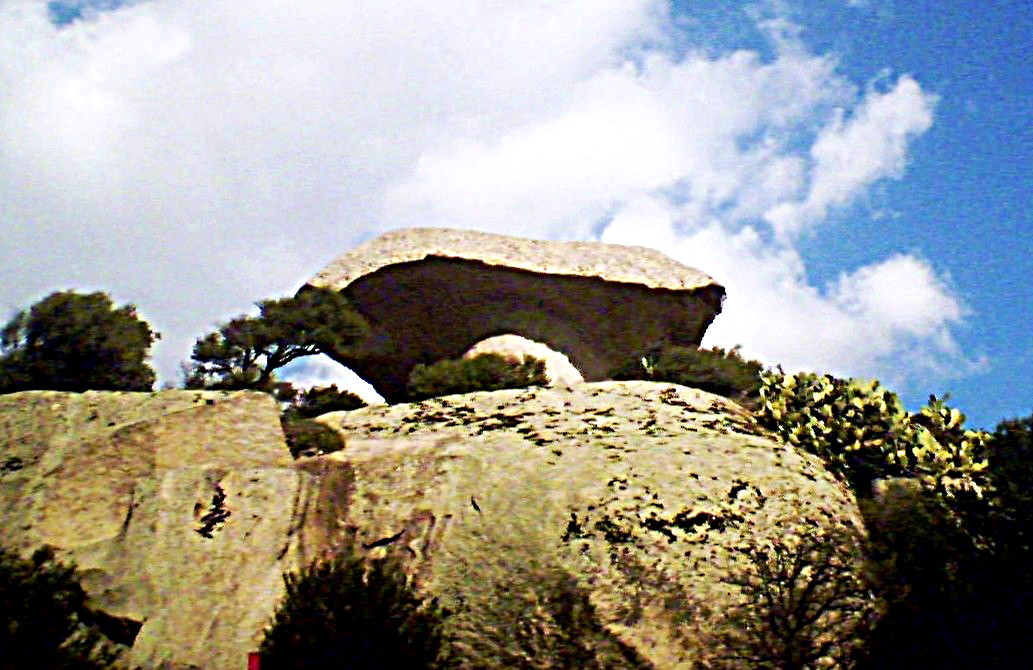
Arzachena, il tafone di monte Incappiddatu (il "Fungo"), simbolo del paese.

### Tombe in tafoni
Tipiche della Gallura e della Corsica le tombe in tafone erano già diffuse nel Neolitico, prima della comparsa delle sepolture a circolo, e il loro utilizzo perdurò fra le tribù corse anche nel periodo nuragico. I defunti venivano inumati in cavità naturali della roccia granitica (dette appunto tafoni), in alcuni casi leggermente riadattate. I rituali funebri risultano sconosciuti ma si suppone che probabilmente si trattava di deposizioni "secondarie", ossia venivano deposte nei tafoni i soli resti scheletrici dopo la scarnificazione.
Questi particolari ripari sotto roccia riguardavano sia cavità isolate che raggruppamenti di anfratti lungo le pendici dei grandi ammassi granitici tutt'oggi peculiari ai paesaggi galluresi. Un insieme di tafoni contigui e abitati assumevano talvolta l'aspetto di veri e propri insediamenti fortificati, difesi sia dalla loro ubicazione naturale che da muraglie megalitiche di sbarramento alle vie d'accesso e da torri di avvistamento, come - per esempio - il villaggio fortificato del sito di Monti Candela, in territorio di Arzachena dove è ancora visibile una tomba dolmenica all'interno di un tafone, con annessa cista litica, oppure quello di monte Mazzolu con muraglia di epoca nuragica. Nel tafone di monte Incappiddatu, sempre ad Arzachena, durante le ricerche archeologiche effettuate nel 1959 sono state trovate ceramiche simili a quelle rinvenute nei circoli dolmenici di Li Muri e Macciunitta, tipiche della cultura di Ozieri.

### Tombe a forno
Rinvenute in alcuni siti del cagliaritano ascrivibili alla cultura di Monte Claro, queste sepolture sono caratterizzate da un pozzetto d'accesso e da un massimo di tre cellette "a forno" dove venivano deposti i defunti.

## Principali siti prenuragici
Ecco alcuni dei siti prenuragici più importanti:
- Pranu Muttedu a Goni;
- i menhir di Laconi;
- Monte d'Accoddi a Sassari;
- Anghelu Ruju ad Alghero;
- Mesu 'e Montes ad Ossi;
- domus de janas di Campu Lontanu a Florinas;
- dolmen di Sa Coveccada a Mores;
- Necropoli di Su Crucifissu Mannu a Porto Torres

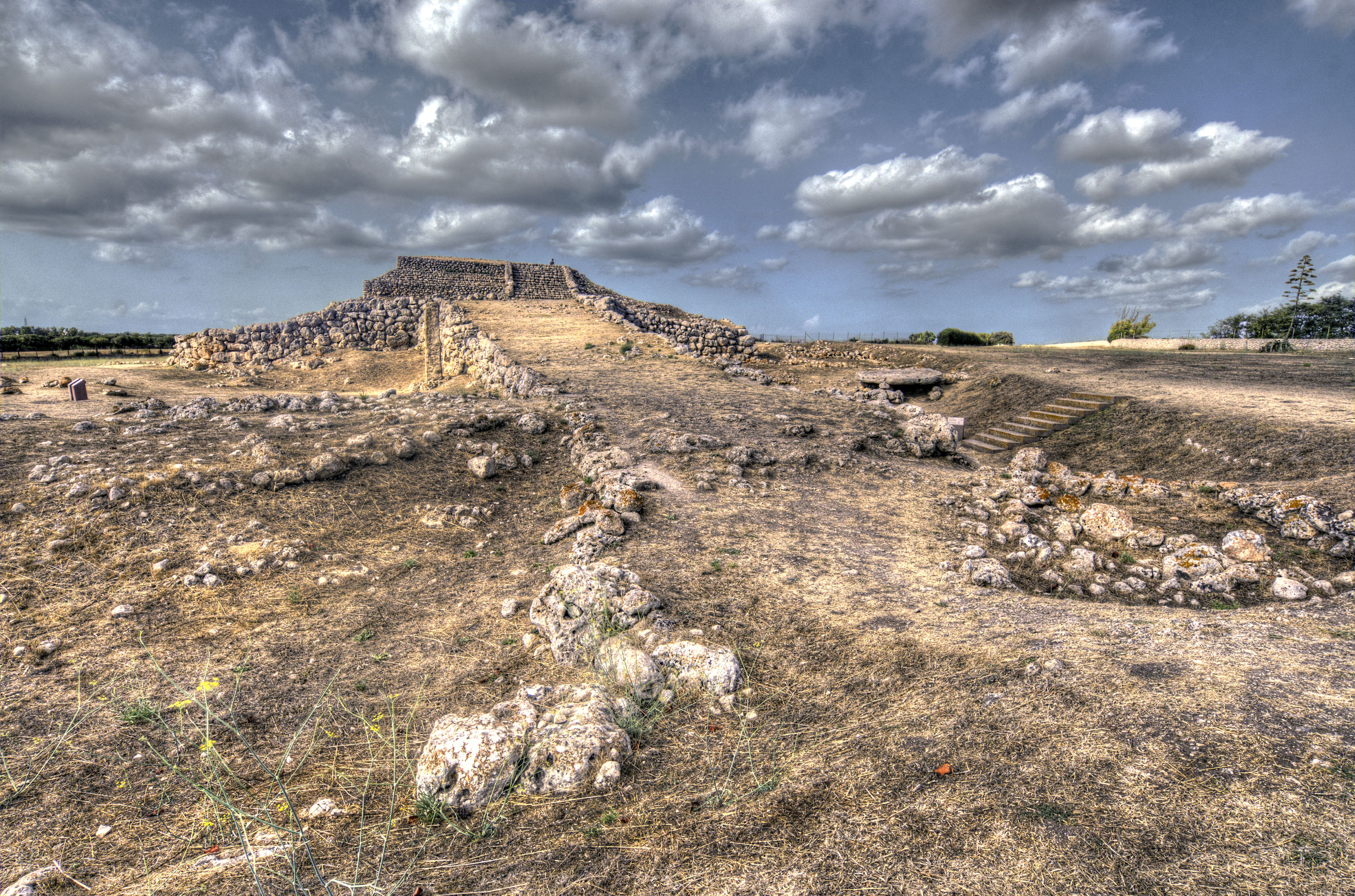
Sassari - Altare preistorico di Monte d'Accoddi
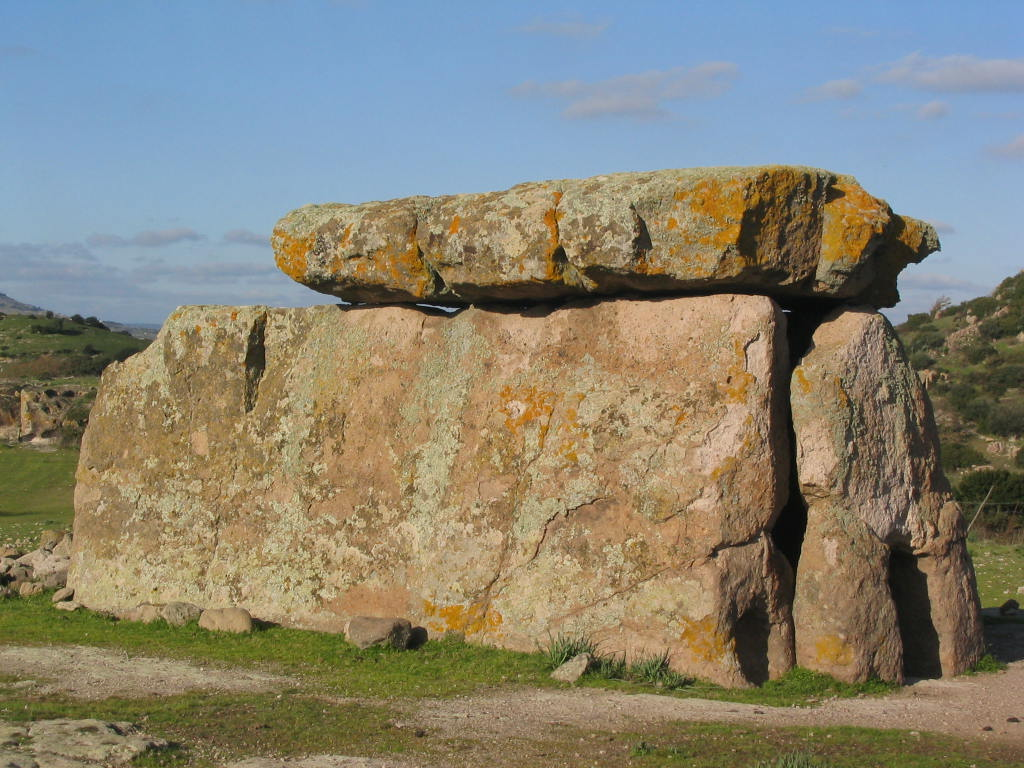
Mores - dolmen Sa Coveccada
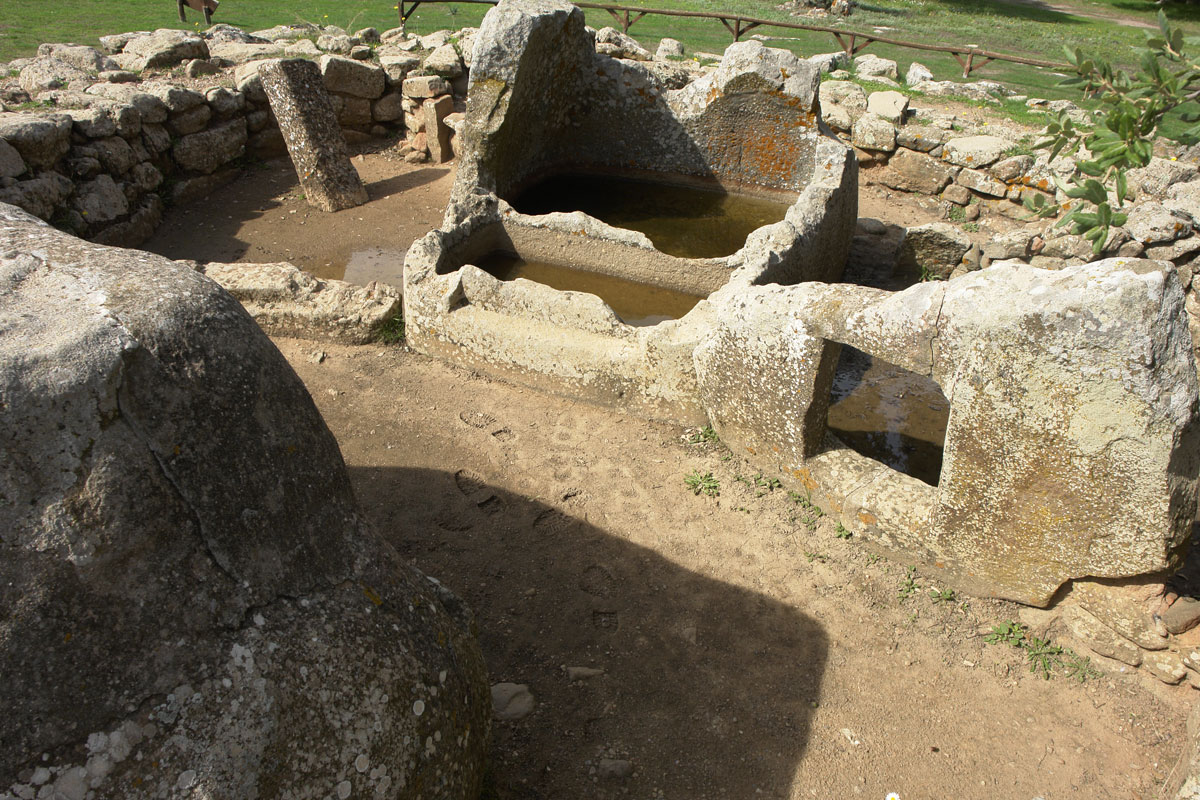
Goni - Pranu Muteddu
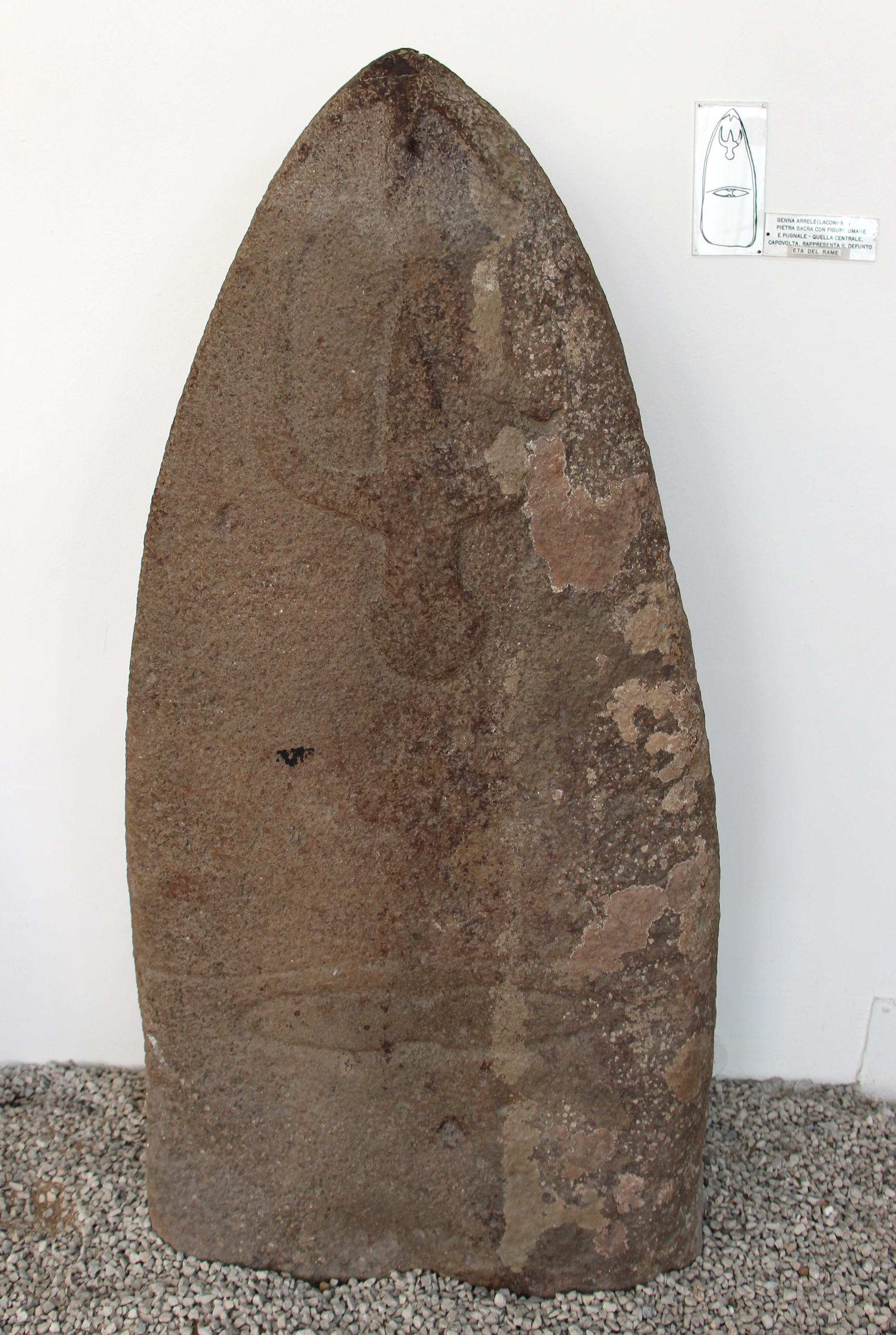
Laconi - Statua menhir
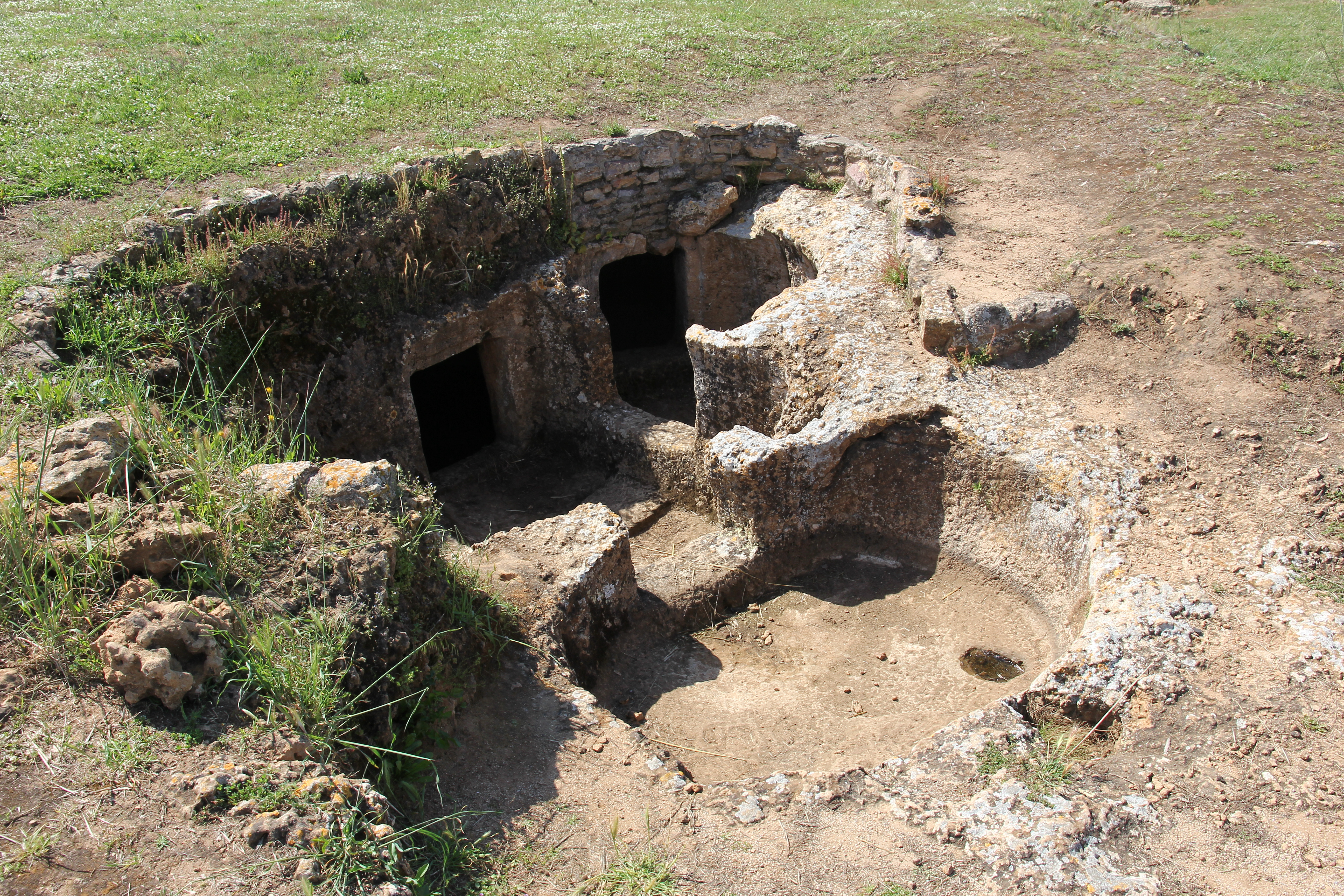
Alghero - Anghelu Ruju

## Paleogenetica

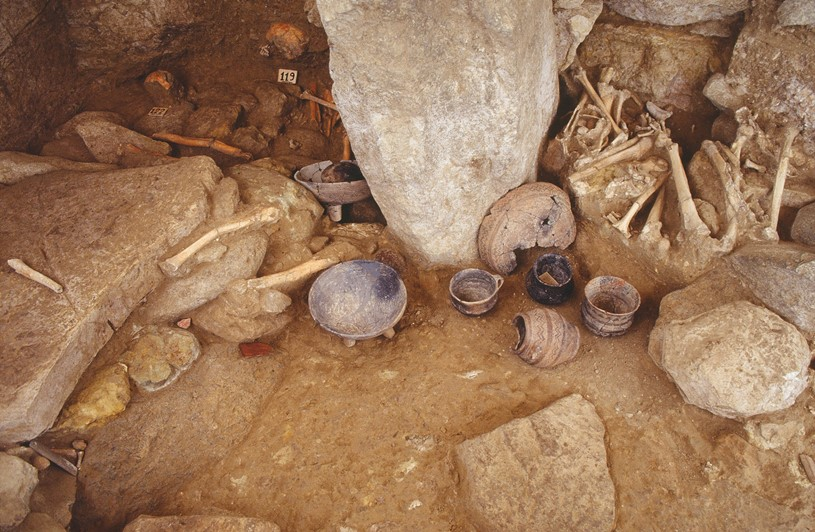
Tomba di Bingia 'e Monti, resti scheletrici e ceramiche campaniformi

Secondo moderne indagini archeogenetiche (2020) i Sardi neolitici mostravano una maggiore affinità con le popolazioni cardiali dell'Iberia e della Francia del Sud. Nel successivo periodo Calcolitico vi è una sostanziale continuità genetica e le proporzioni delle componenti ancestrali dei cacciatori-raccoglitori occidentali e dei primi agricoltori europei rimangono stabili, rispettivamente al ~17% e al ~83%. Analogamente alla penisola iberica e alla Sicilia, e in contrasto con l'Europa centro-settentrionale, anche negli individui di cultura campaniforme sardi non sono stati individuati geni riconducibili alle migrazioni dalla steppa pontico-caspica. 
Uno studio del 2022 di Manjusha Chintalapati, Nick Patterson e Priya Moorjania ha invece rilevato un primo e modesto flusso genico da parte dei pastori delle steppe occidentali intorno al 2600 a.C.
Dal punto di vista fenotipico i Sardi prenuragici avevano prevalentemente occhi scuri, capelli castano scuro o neri e tonalità della pelle intermedia.